# Teresina
Teresina é um município brasileiro e capital do estado do Piauí, sendo a única capital da Região Nordeste que não se localiza no litoral, distando 343 km do Oceano Atlântico. Sua população, segundo o Censo 2022, do IBGE, é de 866 300 habitantes, o que a faz a cidade mais populosa do Piauí. Está conurbada com a cidade maranhense de Timon, formando assim a Região Integrada de Desenvolvimento da Grande Teresina, que aglomera 1 250 488 habitantes, sendo a segunda RIDE mais populosa das três existentes no Brasil, ficando atrás apenas de Brasília. Teresina é a 19.ª cidade mais populosa do Brasil e a 16.ª maior capital estadual em população, sendo a 6.ª capital mais populosa e o 8.º maior PIB do Nordeste. Em âmbito nacional, possui o 49.º maior PIB entre os municípios.
Historicamente, Teresina desenvolveu-se por meio do Rio Parnaíba, através da navegação fluvial. Sendo a primeira capital planejada do Brasil, surgiu para substituir a então capital Oeiras, que isolada na região central do Piauí, não conseguia deter a influência comercial e industrial da cidade de Caxias, no estado vizinho do Maranhão, sob boa parte do oeste do estado. É conhecida por Cidade Verde, um codinome dado pelo escritor maranhense Coelho Neto, em virtude de ter ruas e avenidas entremeadas de árvores, além de grandes áreas verdes.[carece de fontes?]
Com uma área de 1.673 km², sua economia baseia-se na indústria têxtil e de confecções. Segundo o Índice FIRJAN de Desenvolvimento Municipal (2025), Teresina posiciona-se na 14.ª colocação entre as capitais brasileiras. A cidade tem um alto Índice de Desenvolvimento Humano (IDH), figurando como a 9.° colocada entre as capitais do Nordeste.

## História

### Origens
A origem de Teresina é ligada diretamente ao Rio Poti. As primeiras povoações datam do século XVII, com um agrupamento de bandeirantes capitaneados por Domingos Jorge Velho, estabelecendo uma feitoria e um criatório de gado. Também foi habitada por pescadores e plantadores de fumo e mandioca.
O primeiro proprietário foi o seu sargento-mor Antônio Coelho Teixeira, cuja sesmaria foi confirmada, em Lisboa, no dia 1 de julho de 1744. Às margens desse rio havia um povoado, que depois seria elevado à condição de Nova Vila (do Poti ou Poti velho). Essencialmente formada por pescadores e pequenos comerciantes, era cortada por uma estrada que ligava Oeiras, então capital da Província do Piauí, a Parnaíba, um dos mais prósperos centros do atual Estado. Ainda por volta de 1740, o Padre Romualdo da Silva Bezerra possuía sesmaria na Região das Aldeias Altas, isto é, na Região norte da Capitania. Convém lembrar que havia diversos povoados ao longo dos rios e caminhos. A capital nasceu no que corresponde hoje ao bairro do Poti Velho, que embora tenha surgido mais de 100 anos antes da capital, só foi anexado por esta em meados do século XX. Apesar da grande e profunda mudança em sua paisagem, o bairro ainda preserva seus costumes e tradições, e é considerado o bairro mais velho da capital, porém o marco e a data de fundação da cidade são atribuídos a fundação do atual centro da capital.

### Capital piauiense

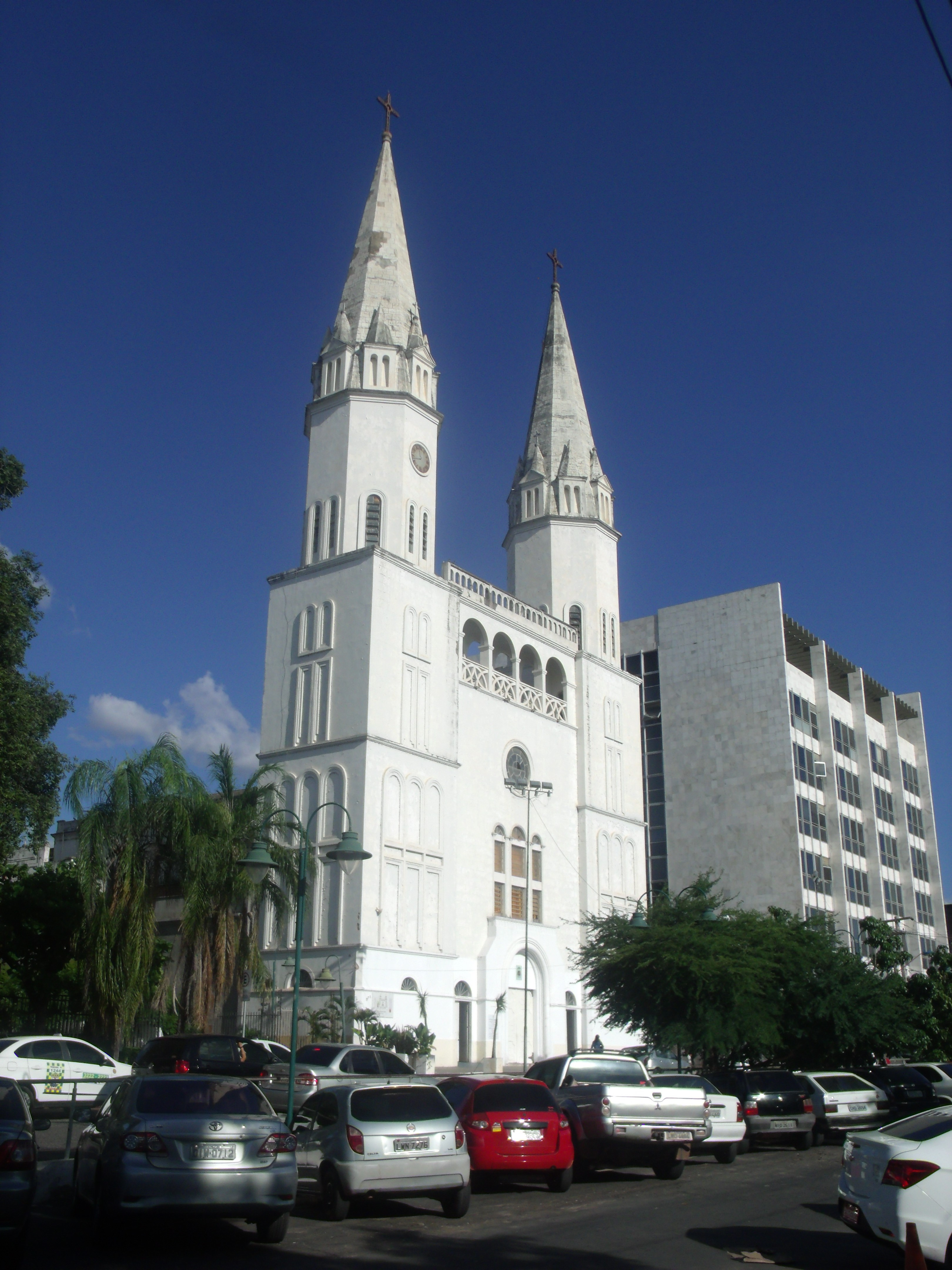
Igreja de Nossa Senhora do Amparo, uma das primeiras construções de Teresina

Com a criação da Capitania do Piauí, desmembrada do Estado do Maranhão em 1718, a Vila da Mocha (atual Oeiras), na região central, foi estabelecida como sede do governo da capitania. Ainda no período colonial, sua efetivação como capital foi questionada até mesmo pelo primeiro governador da capitania, Fernando Antônio de Noronha, que a considerava árida e infértil, imprópria para agricultura e isolada demais para integrar a capitania. Algumas elites e políticos do estado advogavam a mudança para a Vila da Parnaíba ou mesmo para a Vila do Poti, a primeira estando no litoral, tinha comércio intenso. Sob o governo de José Idelfonso de Sousa Ramos, contrariando as principais preferências, é sancionada a lei nº 174, de 27 de agosto de 1844, que garante a mudança de capital para uma cidade a ser construída, Regeneração, na confluência do Rio Parnaíba e do Rio Mulato.
Em 1850, José Antônio Saraiva é nomeado presidente da já Província do Piauí. É em seu governo que o assunto de uma nova capital fica acalorado, e os principais passos são dados. O presidente da província alterou o assunto e incursa na mudança da sede do governo para a Vila do Poti, nas margens do Rio Parnaíba, planejando-a para evitar as costumeiras enchentes do rio. A nova capital resolveria um problema que ameaçava a integração do estado: a influência de um crescente polo comercial e industrial no vizinho Maranhão, Caxias.
A transferência efetiva da capital da Província do Piauí de Oeiras para Teresina foi efetivada em 16 de agosto de 1852, dirigindo circular a todos os presidentes de províncias do Brasil comunicando o fato, instituindo-a assim, como nova capital da província. Teresina integraria o estado por meio do Rio Parnaíba com a navegabilidade, facilitando o comércio de produtos pelo porto de Parnaíba, no litoral, além do restante do estado.
Assim como toda a maioria das cidades brasileiras, nasceu ao redor de uma igreja, a primeira construção edificada em Teresina foi a igreja de Nossa Senhora do Amparo, localizada no Centro da Capital. A cidade foi totalmente planejada pelo Conselheiro José Antônio Saraiva, sendo oficialmente a primeira capital planejada do Brasil. A construção faz parte da atual Praça Marechal Deodoro, que na fundação da cidade concentrava toda a esfera política do estado, com o prédio da Justiça Federal e do Palácio do Governo, Atual museu do Piauí) e, também, destacava-se como centro econômico com a inauguração do Mercado Central São José. Hoje, marco zero da fundação da cidade, a praça ainda possuí o Palácio da Cidade (antiga Escola Normal) e o Mercado central (Mercado velho), conservados desde a fundação.
O nome da cidade-sede da nova capital piauiense remonta a imperatriz consorte do Brasil, Dona Teresa Cristina de Bourbon-Duas Sicílias, mãe da Princesa Imperial do Brasil, Dona Isabel de Bragança. A imperatriz teria intermediado, junto ao imperador Dom Pedro II do Brasil, a mudança da capital da província, e em sua homenagem os piauienses puseram o novo nome da cidade, sendo a contração de seus dois primeiros nomes próprios pelos quais ela era conhecida, ou seja, a junção dos nomes Teresa e Cristina, formando Teresina. Tornada nova capital, Teresina passou por um crescimento populacional bastante acentuado, aumentando de 49 para cerca de 8 mil habitantes em duas décadas. Essa foi a primeira cidade do Brasil construída em traçado geométrico. Ela não nasceu de forma espontânea, mas artificialmente. Saraiva, pessoalmente, tomou as primeiras providências: planejou tudo, juntamente com o mestre de obras português João Isidoro França, com o cuidado de estabelecer logradouros em linhas paralelas, simetricamente dispostas, todas partindo do Rio Parnaíba rumo ao Rio Poti, principais fontes de água da cidade até hoje.
Em 1860, a nova capital já contava com uma área urbanizada de um quilômetro de extensão na direção norte-sul, com os seguintes confrontos: de um lado o largo do quartel do Batalhão (atual Estádio Lindolfo Monteiro) e do outro o "Barrocão" (atual Avenida José dos Santos e Silva). Na direção leste-oeste o desenvolvimento não ganhou a mesma intensidade. Tomando-se como base o lado do Parnaíba, as ruas findavam a algumas dezenas de metros acima das duas principais praças, a da Constituição, atual Praça Marechal Deodoro da Fonseca (anteriormente Praça do Palácio e Largo do Amparo), e a do Largo do Saraiva (atualmente Praça Saraiva). Para o lado do Poti, nem todas as ruas chegavam ao rio. A Rua Grande (atual Rua Álvaro Mendes), uma das principais ruas da nova capital, teve um papel significante no desenvolvimento da nova cidade.
Teresina foi a primeira capital do Brasil especificamente planejada para substituir outra já existente; as outras são Aracaju (1855), Belo Horizonte (1894), Goiânia (1933), Brasília (1960), e Palmas (1989). Todavia, convém ressaltar, que os núcleos fundacionais das cidades de Salvador (1549), São Luís (1612) e Recife (Mauritsstadt - 1637) também foram projetados. Ainda assim, os traçados de Salvador e Mauritsstadt tinham uma malha reticulada flexível e tais cidades não foram projetadas para substituir outras capitais já existentes.

### Consolidação
Nos primeiros anos após a sua fundação, Teresina experimentou um crescimento – principalmente populacional e estrutural – em um ritmo acelerado. A população passou de 49 habitantes para um número próximo de 20 mil em apenas 20 anos. O principal motivo do desenvolvimento acelerado foi a extração da borracha de maniçoba e da cera de carnaúba. Teresina também começou a ganhar postura estrutural de uma capital. Além da entrega da igreja matriz de Nossa Senhora do Amparo, ainda no mesmo ano da fundação da cidade, a cidade ganhou o teatro “Santa Teresinha” em 1858. Em 1867, a Igreja de Nossa Senhora das Dores – depois elevada a Catedral – é concluída e, no mesmo ano, a cidade ganhou seu primeiro sistema de iluminação pública, dispondo de seis combustores de querosene sobre postes de madeira, ampliado em 1882. Em 1886, é inaugurada a Igreja de São Benedito.
Entre 1937 e 1941, ocorreram uma série de incêndios criminosos para expandir as áreas nobres da cidade. Esses incêndios atingiram barracos e desabrigaram centenas de pessoas. O julgamento sobre os incêndios criminosos e as torturas a populares foi julgado e sentenciado pelo Tribunal de Segurança Nacional: a Polícia Militar do Estado foi responsabilizada e o Estado condenado. Não houve nomes divulgados oficialmente nas sentenças. Diversos livros, como o romance Palha de Arroz, de Fontes Ibiapina, abordam a temática dos incêndios criminosos em Teresina. Ao longo dos anos, a cidade se recuperou e iniciou uma constante expansão para o leste.

## Geografia

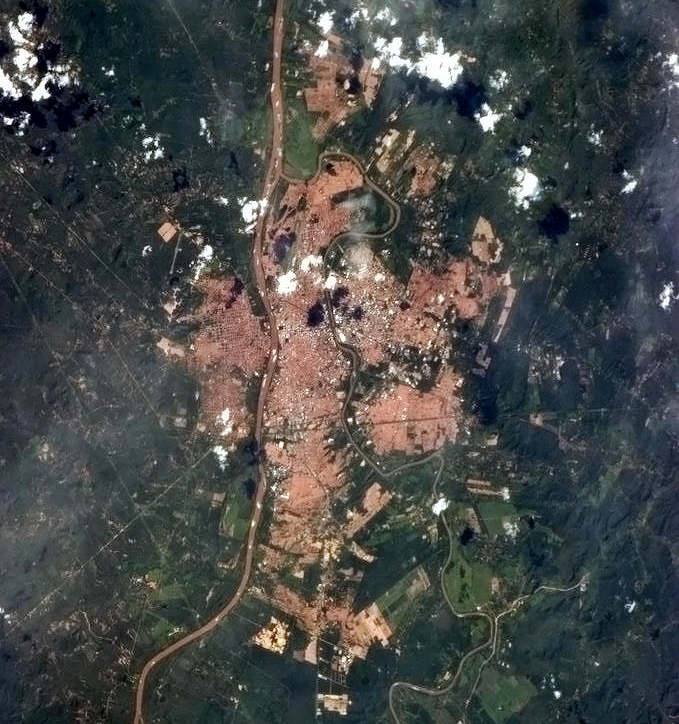
Teresina vista a partir da EEI pelo astronauta Chris Hadfield

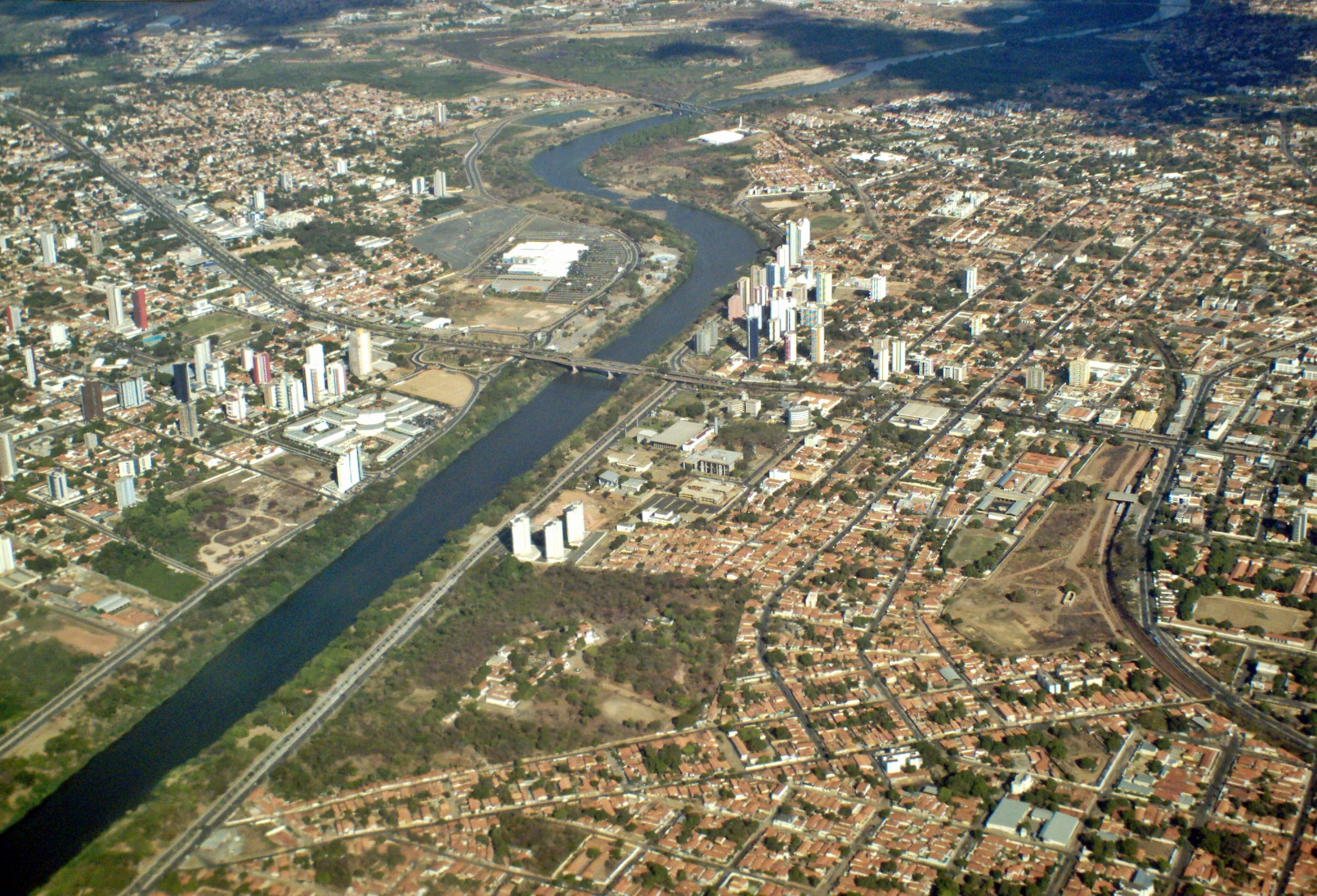
Fotografia aérea de Teresina, com destaque para o rio Poti

Com uma latitude de 05°05'20 sul e longitude de 42°48'07 oeste, localiza-se próximo à divisa com o Maranhão, ao oeste do estado, em uma altitude de 72 metros de elevação em relação ao nível do mar. A cidade é separada da cidade de Timon (Maranhão) pelo Rio Parnaíba. A parte central da cidade está situada entre o Rio Parnaíba e o Rio Poti, pertencentes à bacia hidrográfica do Rio Parnaíba. Por essa característica, há quem chame a capital piauiense de Mesopotâmia do Nordeste.
De acordo com a divisão regional vigente desde 2017, instituída pelo IBGE, o município pertence às Regiões Geográficas Intermediária e Imediata de Teresina. Até então, com a vigência das divisões em microrregiões e mesorregiões, fazia parte da microrregião de Teresina, que por sua vez estava incluída na mesorregião do Centro-Norte Piauiense.
O centro da cidade se localiza em uma depressão, e na maior parte da área do município, o relevo é bastante plano, com destaque para a região do bairro Monte Castelo (zona Sul), onde se verificam as maiores altitudes, e as adjacências dos bairros Satélite e Vila Bandeirante (ambos na zona Leste), onde existem muitos morros.

### Hidrografia
A cidade é banhada por dois grandes rios: Parnaíba e o Poti, sendo o primeiro maior e principal rio do estado do Piauí e o maior rio puramente nordestino, e onde está situada a barragem de Boa Esperança, de grande potencial hídrico para agricultura, pecuária, abastecimento humano além de atividades como a piscicultura e o turismo.
O rio Poti é o terceiro maior do estado e forma um cânion no seu médio curso, de grande interesse ecológico, cultural e econômico na região. Drena uma grande área de clima semiárido onde predominam a caatinga e o cerrado. No seu baixo curso de clima tropical predominam a mata de cocais e as florestas estacionais. O rio se torna mais caudaloso até se encontra com o Parnaíba que tem águas barrentas que não se misturam com as águas escuras do rio Poti por longo percurso.

### Clima
| Maiores acumulados de precipitação em 24 horas registrados em Teresina por meses (INMET) | Maiores acumulados de precipitação em 24 horas registrados em Teresina por meses (INMET) | Maiores acumulados de precipitação em 24 horas registrados em Teresina por meses (INMET) | Maiores acumulados de precipitação em 24 horas registrados em Teresina por meses (INMET) | Maiores acumulados de precipitação em 24 horas registrados em Teresina por meses (INMET) | Maiores acumulados de precipitação em 24 horas registrados em Teresina por meses (INMET) |
| Mês                                                                                      | Acumulado                                                                                | Data                                                                                     | Mês                                                                                      | Acumulado                                                                                | Data                                                                                     |
| ---------------------------------------------------------------------------------------- | ---------------------------------------------------------------------------------------- | ---------------------------------------------------------------------------------------- | ---------------------------------------------------------------------------------------- | ---------------------------------------------------------------------------------------- | ---------------------------------------------------------------------------------------- |
| Janeiro                                                                                  | 167,1 mm                                                                                 | 19/01/1979                                                                               | Julho                                                                                    | 54,3 mm                                                                                  | 30/07/1939                                                                               |
| Fevereiro                                                                                | 150 mm                                                                                   | 04/02/1951                                                                               | Agosto                                                                                   | 52 mm                                                                                    | 10/08/2000                                                                               |
| Março                                                                                    | 178,9 mm                                                                                 | 27/03/1950                                                                               | Setembro                                                                                 | 46,3 mm                                                                                  | 05/09/2002                                                                               |
| Abril                                                                                    | 130,8 mm                                                                                 | 17/04/1965                                                                               | Outubro                                                                                  | 69,2 mm                                                                                  | 03/10/1996                                                                               |
| Maio                                                                                     | 109,7 mm                                                                                 | 16/05/1979                                                                               | Novembro                                                                                 | 138,2 mm                                                                                 | 24/11/1966                                                                               |
| Junho                                                                                    | 39,8 mm                                                                                  | 11/06/1939                                                                               | Dezembro                                                                                 | 120,5 mm                                                                                 | 16/12/1952                                                                               |
| Período: 1931 a 1968 (29/02), 1976 (01/04)-presente                                      |                                                                                          |                                                                                          |                                                                                          |                                                                                          |                                                                                          |

Teresina possui clima tropical semiúmido com duas estações características: o período das chuvas (que ocorrem no verão e outono) e o período seco (que ocorre no inverno e primavera). De janeiro a maio, devido às chuvas, o clima é quente e úmido (porém, há possibilidade de ocorrer neblina nas manhãs); de junho a agosto o clima começa a ficar mais seco com noites relativamente frias; de setembro a dezembro o clima se torna mais quente e abafado, podendo começar a ocorrer algumas pancadas de chuva a partir de novembro.
Uma peculiar característica das chuvas da cidade é por serem rápidas e muito intensas, havendo vendavais, grande força das águas e trovões impressionantes. A incidência de raios também é muito comum, por isso, o local onde está situada Teresina é conhecido como Chapada do Corisco. A precipitação pluviométrica anual situa-se em torno de 1.300 mm. Quente na maior parte do ano, Teresina possui uma temperatura média em torno dos 27 °C, tendo mínimas de 22 °C e máximas de 40 °C. Estas oscilações são amenizadas pela contribuição dos ventos que tornam o clima mais agradável. A qualidade do ar de Teresina é considerada boa, exceto no período mais seco, quando a umidade relativa do ar cai, e há ocorrências de queimadas.
Segundo dados do Instituto Nacional de Meteorologia (INMET), referentes ao período de 1931 a 1968 e a partir de 1976, a menor temperatura registrada em Teresina foi de 13,8 °C em 21 de julho de 1991 e a maior atingiu 41,6 °C em 24 de outubro de 2012. O maior acumulado de precipitação registrado em 24 horas chegou a 178,9 mm em 27 de março de 1950.
| Dados climatológicos para Teresina | Dados climatológicos para Teresina | Dados climatológicos para Teresina | Dados climatológicos para Teresina | Dados climatológicos para Teresina | Dados climatológicos para Teresina | Dados climatológicos para Teresina | Dados climatológicos para Teresina | Dados climatológicos para Teresina | Dados climatológicos para Teresina | Dados climatológicos para Teresina | Dados climatológicos para Teresina | Dados climatológicos para Teresina | Dados climatológicos para Teresina |
| Mês | Jan                                | Fev                                | Mar                                | Abr                                | Mai                                | Jun                                | Jul                                | Ago                                | Set                                | Out                                | Nov                                | Dez                                | Ano                                |
| --- | ---------------------------------- | ---------------------------------- | ---------------------------------- | ---------------------------------- | ---------------------------------- | ---------------------------------- | ---------------------------------- | ---------------------------------- | ---------------------------------- | ---------------------------------- | ---------------------------------- | ---------------------------------- | ---------------------------------- |
| Temperatura máxima recorde (°C) | 41                                 | 38                                 | 39,6                               | 35,1                               | 35,8                               | 36,9                               | 37,7                               | 39,5                               | 40,5                               | 41,6                               | 40,9                               | 40,8                               | 41,6                               |
| Temperatura máxima média (°C) | 32,5                               | 32                                 | 31,9                               | 31,8                               | 32,2                               | 32,5                               | 33,6                               | 35,4                               | 36,6                               | 37,2                               | 36,2                               | 34,8                               | 33,9                               |
| Temperatura média compensada (°C) | 26,8                               | 26,4                               | 26,3                               | 26,4                               | 26,6                               | 26,3                               | 26,6                               | 27,5                               | 28,8                               | 29,6                               | 29,4                               | 28,4                               | 27,4                               |
| Temperatura mínima média (°C) | 22,8                               | 22,6                               | 22,8                               | 22,8                               | 22,6                               | 21,5                               | 20,8                               | 21,1                               | 22,1                               | 23,2                               | 23,6                               | 23,4                               | 22,4                               |
| Temperatura mínima recorde (°C) | 19,7                               | 19,1                               | 18,5                               | 19                                 | 18,8                               | 15,5                               | 13,8                               | 14,7                               | 15,4                               | 18                                 | 19,4                               | 19,6                               | 13,8                               |
| Precipitação (mm) | 205,9                              | 233,6                              | 292                                | 264,9                              | 114,7                              | 20,7                               | 12,6                               | 7,6                                | 11,3                               | 22,2                               | 44,8                               | 99                                 | 1 329,3                            |
| Dias com precipitação (≥ 1 mm) | 12                                 | 14                                 | 18                                 | 16                                 | 9                                  | 3                                  | 2                                  | 1                                  | 2                                  | 2                                  | 4                                  | 7                                  | 90                                 |
| Umidade relativa compensada (%) | 80,2                               | 83,6                               | 85,1                               | 85,4                               | 83,4                               | 76,9                               | 69,4                               | 61,8                               | 56,6                               | 56,2                               | 61,8                               | 69,8                               | 72,5                               |
| Insolação (h) | 191                                | 169,1                              | 189,4                              | 198,7                              | 239,7                              | 262,2                              | 284                                | 305,3                              | 286,9                              | 287,5                              | 249,8                              | 226,3                              | 2 889,9                            |
| Fonte: INMET (precipitação e horas de sol: normal climatológica de 1991-2020; temperatura e umidade: normal 1981-2010; recordes de temperatura: 1931-1968 e 1976-presente) |                                    |                                    |                                    |                                    |                                    |                                    |                                    |                                    |                                    |                                    |                                    |                                    |                                    |

### Biodiversidade

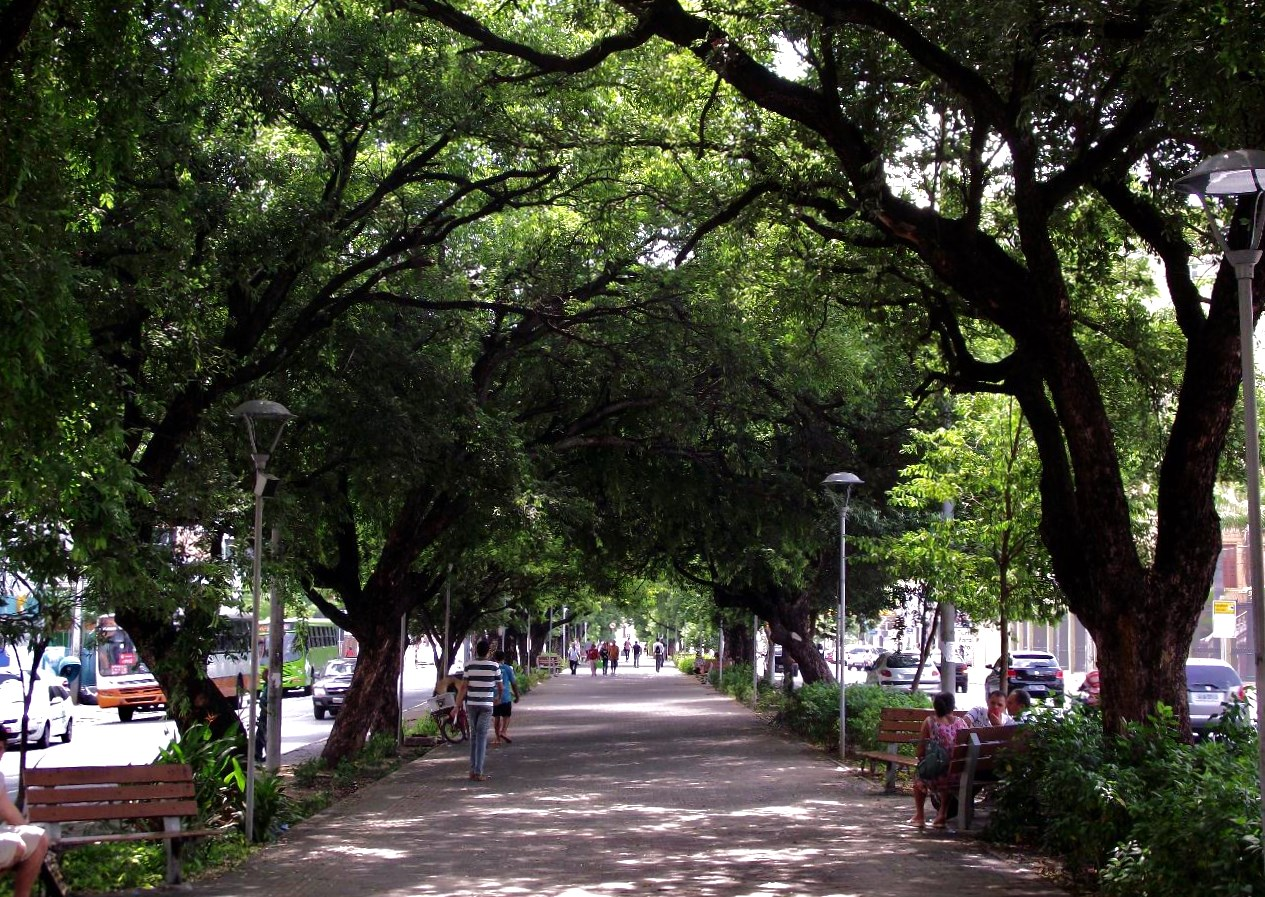
Arborizado canteiro central da avenida Frei Serafim

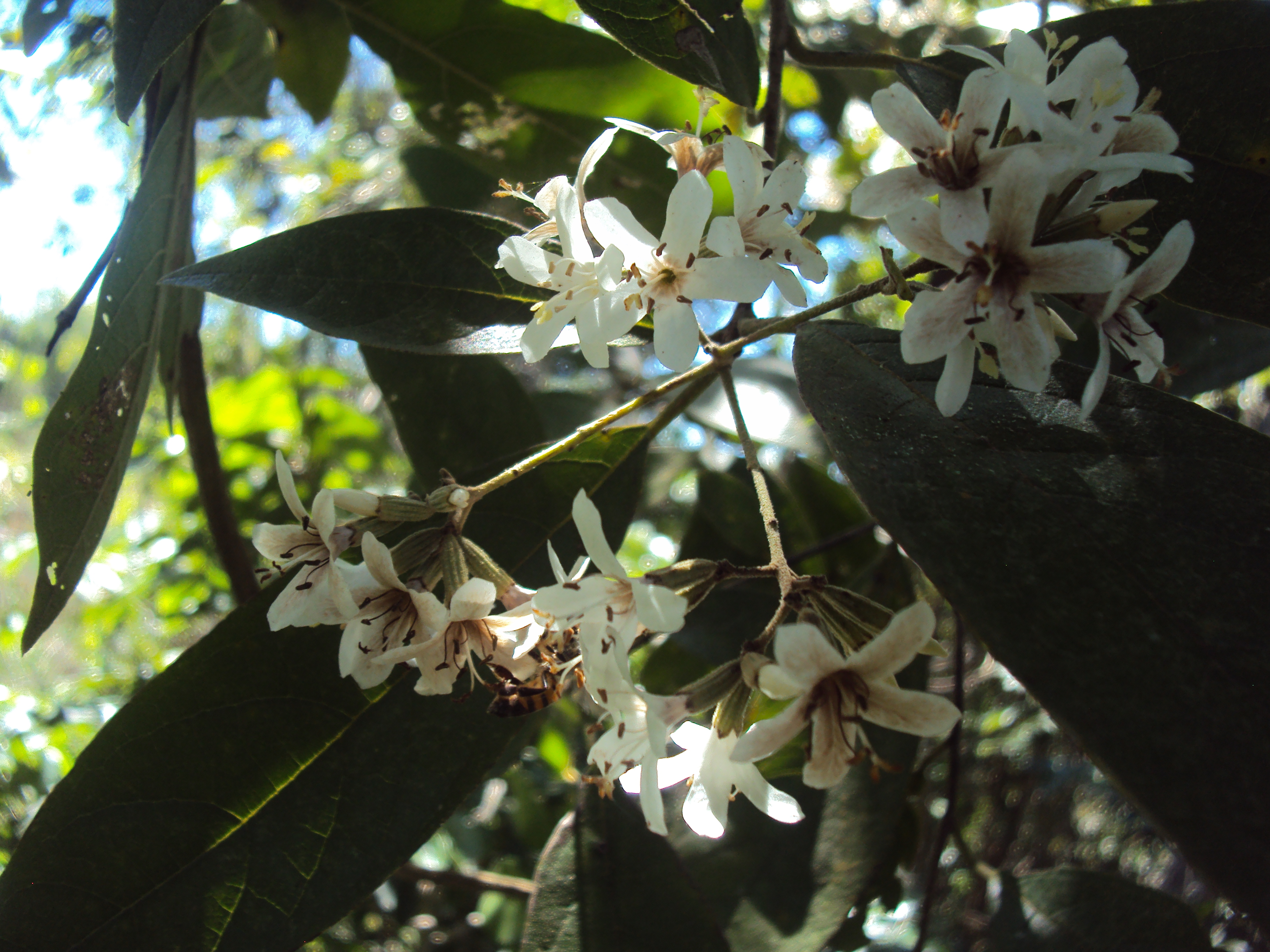
Louro Pardo (Cordia trichotoma (Vell.) Arrab. ex Steud) em período de floração

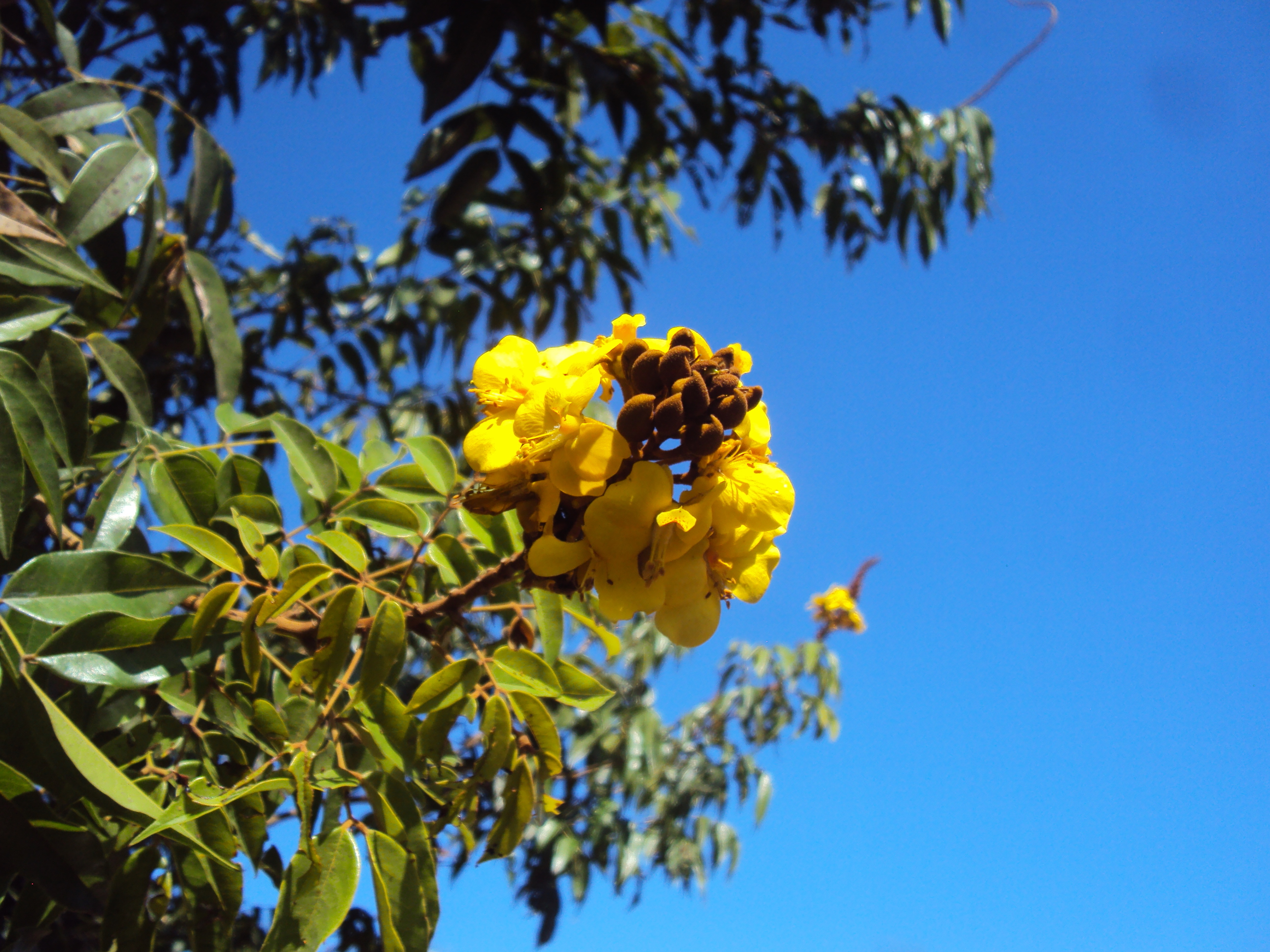
Destaque da espécie Caneleiro - Cenostigma macrophyllum Tul., em período de floração

Situada numa zona de transição entre o Semiárido Nordestino e a Amazônia conhecida por Meio-Norte, a vegetação do município de Teresina é composta pela Floresta Estacional Semídecidual, o Cerrado e a mata de cocais, a floresta estacional semidecidual é um tipo de floresta em que grande parte dos vegetais perdem as folhas no período seco e de outras que se mantém verdes o ano todo, e é encontrada em grandes áreas associada com a mata de cocais. Dentre as espécies está a Cenostigma macrophyllum Tul, da família Fabaceae-Leguminosae, conhecida popularmente pelo nome de Caneleiro ou Canela-de-velho, que se tornou a árvore-símbolo do município através do decreto municipal nº 2.407, de 13 de agosto de 1993. Ocupa grandes áreas tanto na zona urbana e rural do município (ver Zona Rural de Teresina).
As principais espécies florestais encontradas são o Angico Branco (Albizia niopoides), Angico Preto (Anadenanthera macrocarpa), Caneleiro (Cenostigma macrophyllum), Embaúba (Cecropia pachystachya), Pau d'arco Amarelo (Handroanthus serratifolius), Ipê-Amarelo (Handroanthus vellosoi), Ipê-Roxo (Handroanthus impetiginosus), Ipê-Branco (Tabebuia roseo-alba), Jatobá (Hymenaea courbaril), Juazeiro (Ziziphus joazeiro), Pitombeira (Talisia esculenta), Tamboril (Enterolobium contorsiliquum), Unha-de-Gato ou Sabiá (Mimosa caesalpiniifolia), Violeta (Machaerium villosum), Cajazeira (Spondias mombin), Fava de Arara (Martiodendron mediterraneum), Jacarandá (Swartzia oblata), Gonçalo Alves (Astronium fraxinifolium), Cedro (Cedrela fissilis), Aroeira (Myracrodruon urundeuva), Pau-de-Rato (Fabaceae), Canafistula (Cassia ferruginea), Tuturubá (Pouteria bullata), Copaíba (Copaifera langsdorfii), Sapucaia (Lecythis pisonis), Chichá Sterculia striata, Quina-Quina (Aspidosperma discolor), Pau d'arco Sete Folhas (Godmania dardanoi), Jenipapo Genipa americana, Jucá ou Pau-Ferro Caesalpinia ferrea, Louro Pardo Cordia trichotoma, Sombreiro (Trigynaea duckei), e outras espécies de plantas de pequeno, médio e grande porte.
Em áreas do município de Teresina que predomina o Cerrado, que é um tipo de vegetação com árvores distantes uma das outras, casca grossa, galhos retorcidos e de espécies resistentes as queimadas, predominam árvores como a Faveira-de-Bolota (Parkia platycephala), o Cajuí (Anacardium humile), Pau-Mocó (Luetzelburgia auriculata), Fava-Danta (Dimorphandra gardneriana), Barbatimão (Stryphnodendron adstringens), Folha-Larga (Salvertia convallariodora) e Sambaíba ou Lixeira (Curatella americana), além de plantas herbáceas, cactáceas e entre outras. Na Mata de Cocais tem-se a predominância de palmeiras, o Babaçu (Attalea speciosa), e a Carnaúba (Copernicia prunifera), que são de relevante importância no extrativismo vegetal e na economia local, e o Buriti (Mauritia flexuosa), Tucum (Bactris setosa), Macaúba (Acrocomia aculeata), Pati (Syagrus) etc.
Na fauna, que corresponde ao conjunto de animais nativos de uma região, são encontrados alguns animais que habitam as áreas que ainda estão preservadas. Nas Florestas e Cerrados do município são encontrados a Cotia (Dasyprocta aguti), o Porco-do-Mato (Tayassu pecari), o Macaco Prego (Cebus apella), o Soim (Callithrix jacchus), o Quandu (Coendou prehensilis), o Xexéu (Cacicus cela), o Sábia (Turdus rufiventris), o Bem-Te-Vi (Pitangus sulphuratus), e a Alma-de-Gato (Piaya cayana); e os maiores riscos a manutenção das espécies de plantas e animais são a alteração do habitat natural, o desmatamento, a agricultura, a pecuária, a caça de animais silvestres e as queimadas que ocorrem na vegetação. Na região do município de Teresina há também remanescentes de Mata Atlântica, o que dá a paisagem uma cobertura florestal rica e muito variada.

### Parques e áreas de lazer
Teresina conta com uma grande variedade de parques e praças, geralmente grandes áreas verdes com alguma infraestrutura e equipamentos de lazer como o Parque do Mocambinho. No centro da cidade, o Parque Estação da Cidadania, integra o conjunto da Estação Ferroviária de Teresina a uma galeria de arte santeira na antiga casa de máquinas da ferrovia, um anfiteatro, skatepark, lago artificial e um espelho d'água. É um importante espaço de lazer e socialização da cidade, situado à margem da Avenida Frei Serafim, uma das principais vias da cidade.
O Parque Zoobotânico de Teresina ocupa um espaço de 137 hectares e possui uma grande variedade e quantidade de répteis, devendo-se isso por estar situado próximo do rio poti, que passa ao lado, e também por três lagoas em sua extensão. O parque é coberto pela floresta estacional semidecidual, sendo a fauna e a flora muito ricas e favoráveis à criação e reprodução destes animais, principalmente cobras. O parque possui o menor lagarto do Brasil – Coleodactylus Meridionales – encontrado com frequência, além de muitas outras espécies de animais do Brasil, da África e de outros lugares, que torna o parque um grande atrativo e repositório ambiental e ecológico.

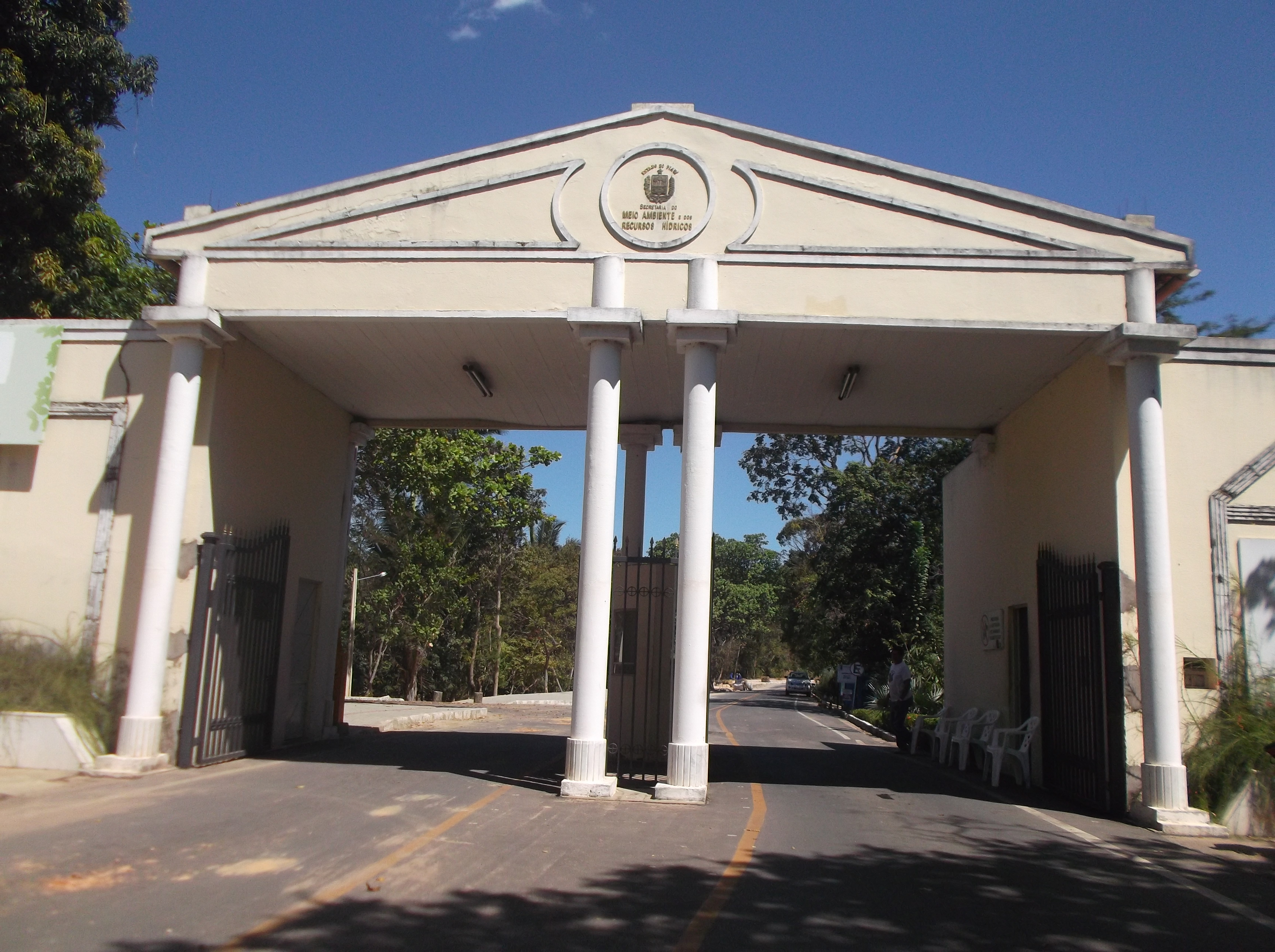
Parque Zoobotânico de Teresina

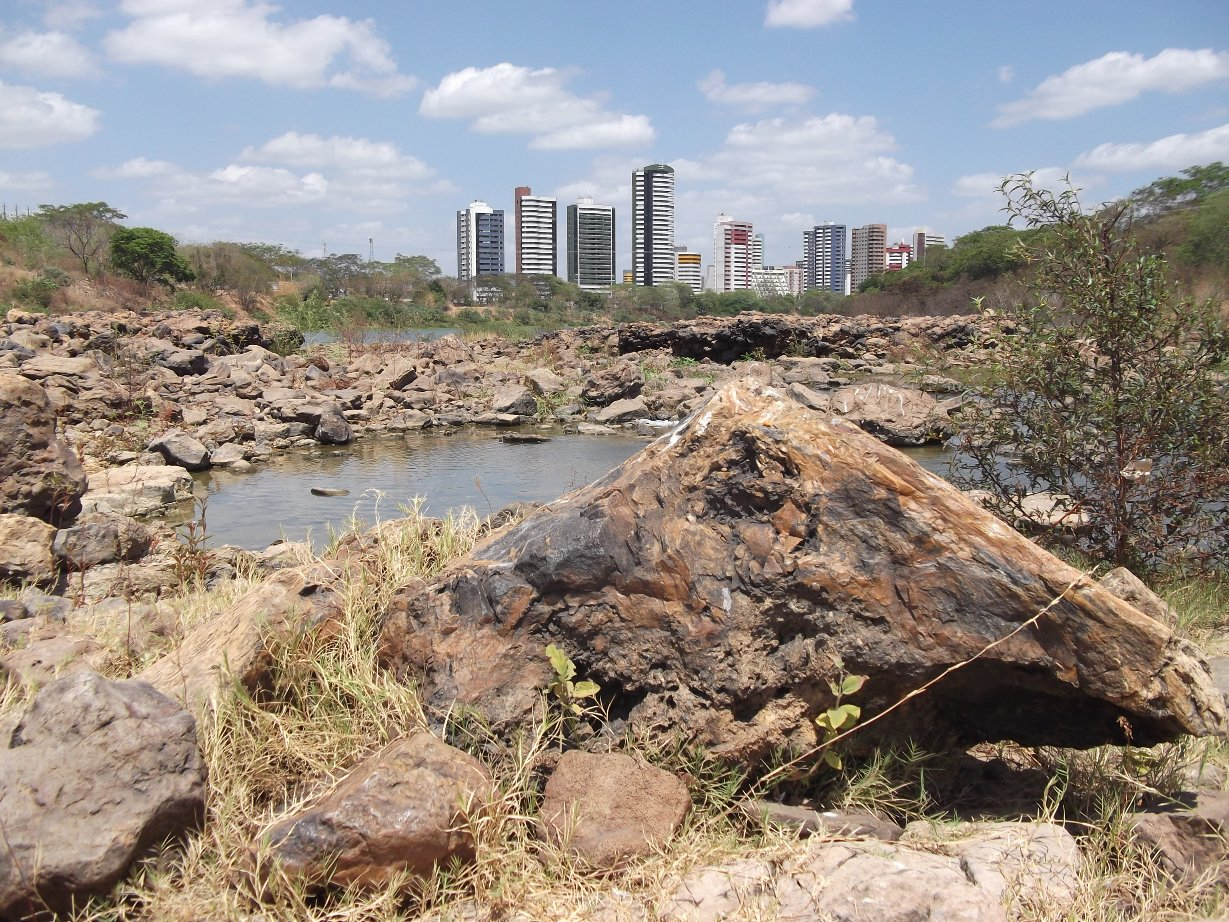
Floresta Fóssil de Teresina

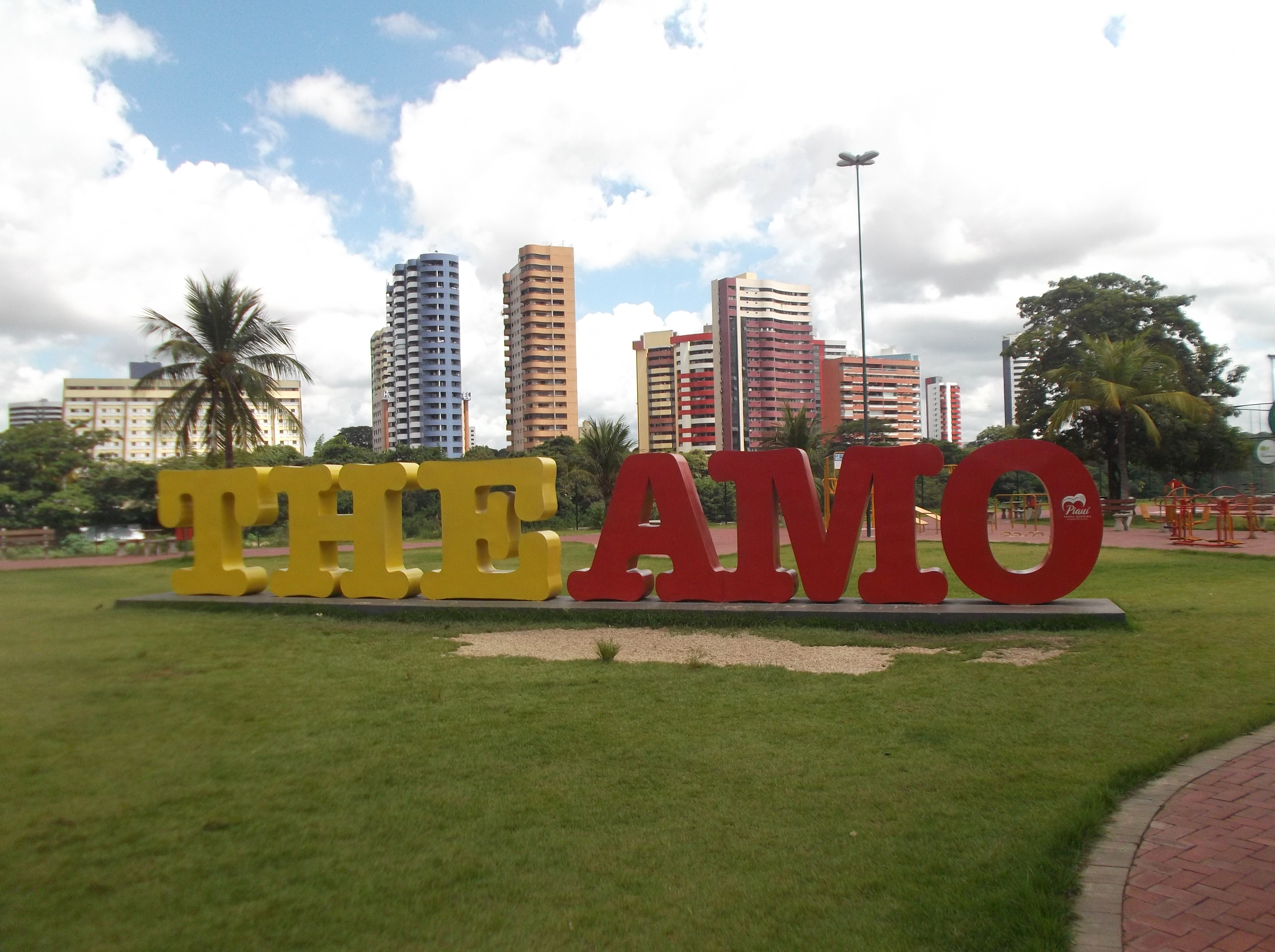
Parque Potycabana

A Parque Municipal Floresta Fóssil é um sítio paleontológico de grande importância para pesquisadores, devido a valiosas descobertas de afloramentos de troncos fossilizados – vegetais das espécies Psaronius sp. e Teresinoxylon eusebioi – datados da Era Paleozoica (aproximadamente 270 milhões de anos atrás). Foram catalogados até o momento 60 unidades de vegetais fossilizados. A Floresta Fóssil de Teresina tem como originalidade o grande número de troncos fósseis em posição de vida, sendo também o único sítio paleontológico brasileiro localizado dentro de uma capital. No parque também podem ser observados dois olhos-d'água subterrâneos que alimentam o Rio Poti mesmo durante o período mais seco.
O Parque Potycabana é um imenso complexo de lazer com bastante áreas verdes, localizado as margens do Rio Poti na área nobre de Teresina. A Potycabana conta com oito quadras para esportes como futebol society, vôlei de praia, tênis, badminton, pista de skate, pista de ciclismo e de cooper, lanchonetes, palco para shows e pontos de internet gratuita (wi-fi).
O Jardim Botânico de Teresina possui uma área de 38 hectares de floresta estacional mista e compreende a maior área de preservação permanente da cidade. No parque são desenvolvidas pesquisas com elementos da natureza, contando para isso com um laboratório, além de um herbário com vegetais secos para estudos de botânica. Destacam-se também trilhas educativas para os visitantes e um auditório para cursos, seminários e treinamentos com capacidade de até 50 pessoas.
O Parque da Cidade foi inaugurado em 9 de maio de 1982 com uma área de 17 hectares e é considerado área de preservação ambiental. Foram identificadas mais de 120 espécies vegetais entre árvores arbustos e ervas agrupadas em 48 famílias. A diversidade faunística encontrada no Parque mostra uma grande quantidade de invertebrados além de alguns vertebrados bem como várias espécies de peixes do Rio Poti. No interior do Parque o visitante encontra banheiros públicos pontos de descanso e de observação. As trilhas levam o visitante a um passeio por toda a área do Parque.
O Parque Ambiental Encontro dos Rios possui um centro de recepção ao turista, espaço para exposição e comercialização de produtos artesanais, monumento ao Cabeça-de-Cuia, algumas palhoças, dois mirantes, um restaurante flutuante, trilhas, áreas para pesca, esportes aquáticos e toda beleza natural da região. É uma área de preservação permanente que promove o turismo ecológico e resgata a cultura popular, através da lenda do Cabeça-de-Cuia.
O Parque Ambiental Poti I foi criado através do Decreto nº 2.642 de 24 de maio de 1994. Com 2.700 metros de extensão, o parque está situado às margens do Rio Poti na Avenida Marechal Castelo Branco, sendo um espaço de visitação pública com quadras poliesportivas, passeios para prática de cooper, um box da PM e um monumento em homenagem ao motorista Gregório, local de peregrinação de muitos devotos. Nele também situam-se as sedes do Conselho Municipal do Meio Ambiente, da Associação Brasileira de Engenharia Sanitária, da Secretaria Municipal do Turismo, o Centro de Convenções – sede do Piauí Turismo (PIEMTUR) e da Assembleia Legislativa.
O Parque Municipal Parnaíba I localiza-se à margem direita do Rio Parnaíba na Avenida Maranhão, com uma área de 12 hectares de extensão entre as Avenidas Joaquim Ribeiro e Getúlio Vargas, estendendo-se por três quilômetros entre a Avenida Maranhão e o Rio Parnaíba. É um espaço aberto a visitação da população para a prática de cooper e ginástica.
Além dos já citados, Teresina também conta com seguintes parques: Parque Municipal do Acarape; Parque Vale do Gavião; Parque Ambiental Boa Vista; Parque Mini-horto das Samambaias; Parque Ambiental da Macaúba; Parque Ambiental Porto Alegre; Parque Ambiental São João; Parque Ambiental Beira Rio; Parque Prainha; Parque Vila do Porto; Parque São Paulo; Parque Marina; Parque do Caneleiro; e Parque Nossa Senhora do Livramento.

## Demografia
A população da cidade de Teresina é de 902 644 habitantes, segundo estimativa de 2024 do IBGE, sendo assim a maior do Piauí. A sua área metropolitana Região Integrada de Desenvolvimento da Grande Teresina, composta pela capital e os municípios de Altos, Beneditinos, Coivaras, Curralinhos, Demerval Lobão, José de Freitas, Lagoa Alegre, Lagoa do Piauí, Miguel Leão, Monsenhor Gil, Nazária e União, no Piauí, além de Timon no Maranhão, quase 1,25 milhão de habitantes.
O boom populacional ocorreu principalmente a partir década de 50, época de construção das grandes rodovias no Piauí. Em quase 60 anos, a capital saiu dos 90 mil para os quase 900 000 habitantes atuais. Tal fato é uma das marcas da centralização dos serviços do estado na capital, que levou a multiplicação das vilas e favelas na periferia do município. Uma das curiosidades relacionadas a esse período é que Teresina possui hoje a segunda maior favela originada a partir de uma invasão de terras em toda a América Latina, a Vila Irmã Dulce, local onde somente 8% da população local tem acesso à água potável e 90% da população sobrevive com meio salário mínimo por mês.
O bairro mais populoso de Teresina é o Dirceu Arcoverde, com mais de 200 mil habitantes, que se localiza na zona Sudeste da capital e que surgiu da união de vários conjuntos habitacionais construídos pela extinta COHAB (Companhia de Habitação do Piauí). Devido a grande concentração populacional, o bairro conta com um intenso fluxo comercial e há alguns anos tentou, sem sucesso, sua emancipação de Teresina.
Socialmente, Teresina possui o melhor IDH do Piauí e um dos maiores níveis de desigualdade e concentração de riqueza do Brasil. É notável, nos últimos 20 anos, um crescimento desordenado da periferia com aumento substancial do número de invasões e favelas (popularmente, as vilas), culminando com uma forte especulação imobiliária que criam vazios de urbanização dentro do sítio urbano.

### Religião
Religiões em Teresina (2010)
Em 2010, 78,94% da população do município era católica romana, 13,34% eram evangélicos, 4,49% não tinha religião, 0,89% Testemunhas de Jeová, 0,85% eram espíritas, 0,74% outras religiosidades cristãs (que incluem Igreja Católica Apostólica Brasileira, Igreja Ortodoxa, mórmons e outras) e 0,75% de outras religiões.
Detre as denominações protestantes em Teresina, a maioria da população é pentecostal, cerca de 7,79%. Os batistas constituem 2,62% da população do município, 0,86% adventistas, 0,12% são presbiterianos, 0,08% os demais grupos protestantes (luteranos, congregacionais e metodistas) e 1,84% não possuem denominação. As Assembleias de Deus são o maior grupo pentecostal, com 4,16% da população, seguida pela Igreja Universal do Reino de Deus com 1,31% e Congregação Cristã no Brasil com 0,41%.
Segundo o censo brasileiro de 2022, a composição religiosa da cidade era de 70,18% católicos, 19,44% evangélicos ou protestantes, 0,88% espíritas, 0,83% umbandistas ou candomblecistas, 0,01% religião tradicional, 2,82% outras religiões, 5,75% irreligiosos, 0,01% desconhecidos e 0,08% não declarados.
A igreja de Nossa Senhora do Amparo é o templo católico mais antigo de Teresina (1850 - 1852). Sua arquitetura é eclética com imensas torres em estilo neogótico. A imagem de Nossa Senhora do Amparo que existe em seu interior veio de Portugal em 1850. A Catedral de Nossa Senhora das Dores foi fundada em 1867, passando por várias reformas até então. Foi uma capela construída pelo Vigário Manoel Mamede e ampliada pelo Bispo Dom Severino.
A Igreja São Benedito é a terceira igreja mais antiga de Teresina. Foi inspirada nas igrejas da região da Catânia na Itália, e construída por mão de obra escrava, levando doze anos para ficar pronta (1874 - 1886). Suas portas foram tombadas pelo Instituto do Patrimônio Histórico e Artístico Nacional (IPHAN). Todos os anos, grupos de cultura negra e umbandistas, lavam suas escadarias com ervas, flores e água de cheiro. É uma das principais da capital e está localizada no coração da cidade.

## Política

### Governo municipal

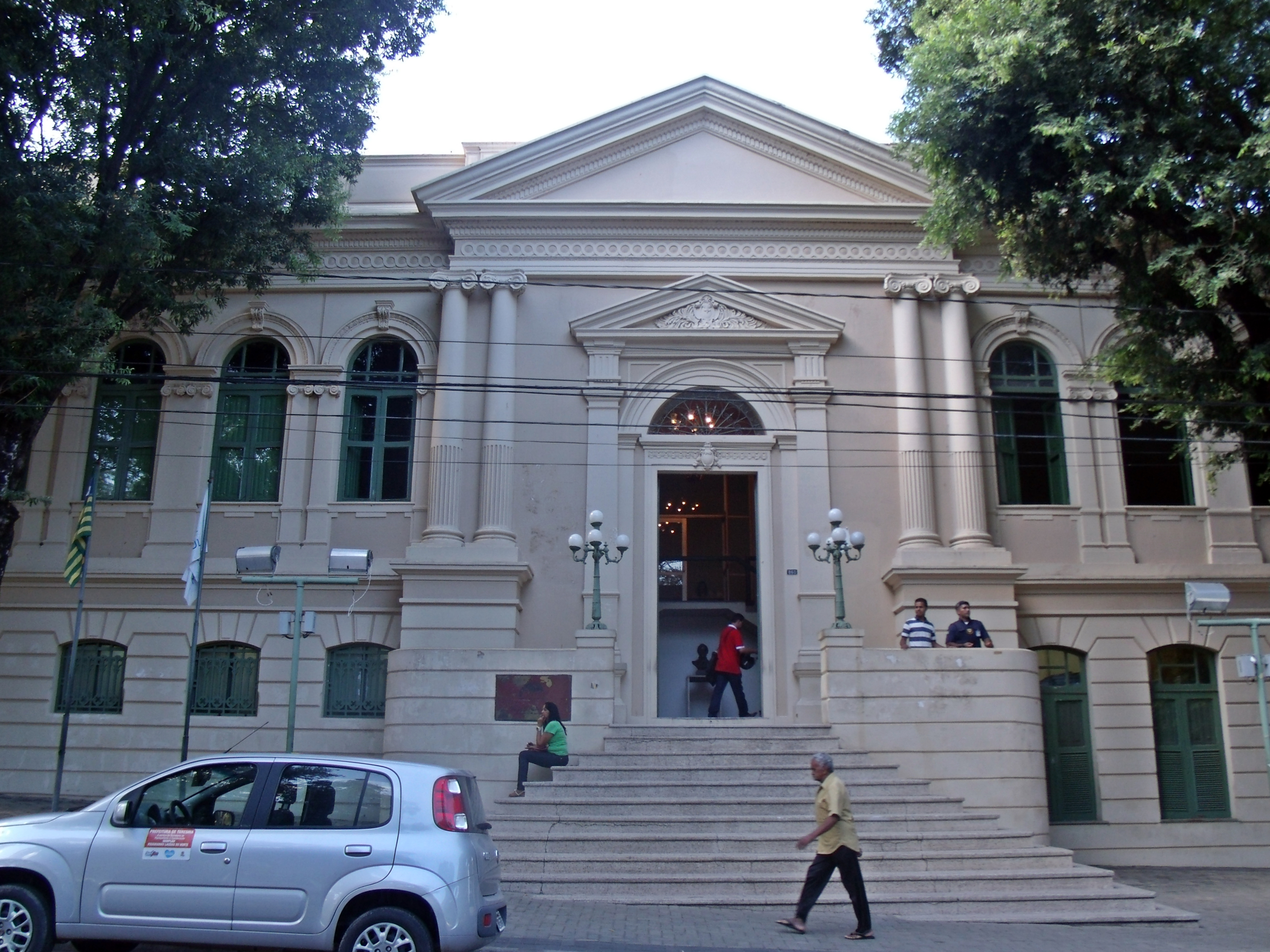
Sede da prefeitura de Teresina

O poder executivo do município de Teresina tem como chefe o prefeito, que escolhe seu gabinete de secretários, seguindo o modelo proposto pela Constituição Federal. A sede da prefeitura está estabelecida no Palácio da Cidade desde 1926, em um prédio histórico que abrigava a antiga Escola Normal, situado próximo à praça Marechal Deodoro, conhecida popularmente como Praça da Bandeira.
O poder legislativo é constituído pela câmara municipal, atualmente composta por 29 vereadores eleitos para mandatos de quatro anos, cabendo a eles o papel de fiscalizar e assessorar o executivo, além de elaborar leis sobre todos os temas de competência do município. A câmara de vereadores, outrora localizada em um prédio histórico no cruzamento das ruas Elizeu Martins e Barroso, foi transferida no final de 2008 para um novo prédio, mais moderno e espaçoso, à Av. Marechal Castelo Branco, no bairro Cabral. O principal motivo para a transferência foi a falta de espaço da antiga sede.

## Subdivisões
Teresina possuí uma grande quantidade de bairros, os mais notáveis sendo Jockey , Fátima, Centro, Noivos, São Cristóvão, Dirceu Arcovede, Santa Maria da Codipi e Planalto Uruguai. A cidade encontra-se dividida em quatro zonas: Leste, Sudeste, Norte e Sul, além do Centro da cidade. Em cada uma delas há uma Superintendência de Desenvolvimento Urbano (SDUs) que funciona como uma espécie de subprefeitura, ajudando o prefeito a administrar a cidade.

## Economia

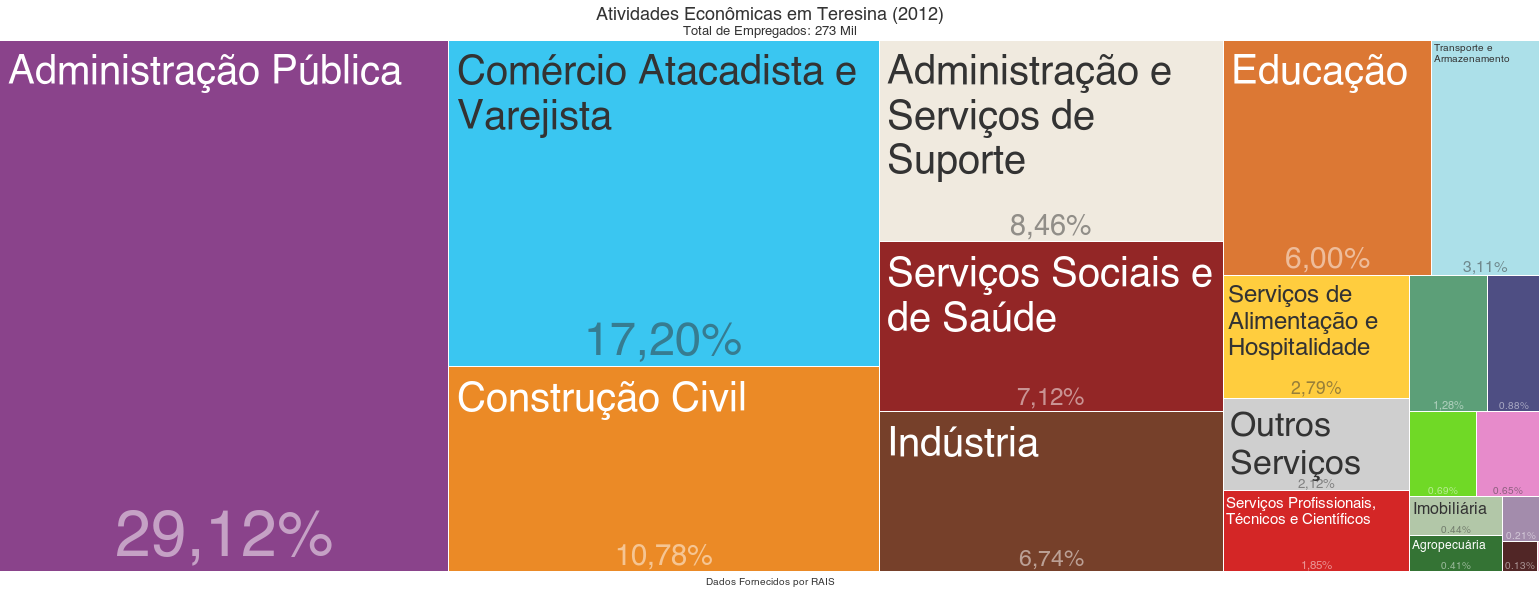
Atividades econômicas de Teresina por número de empregados- (2012)

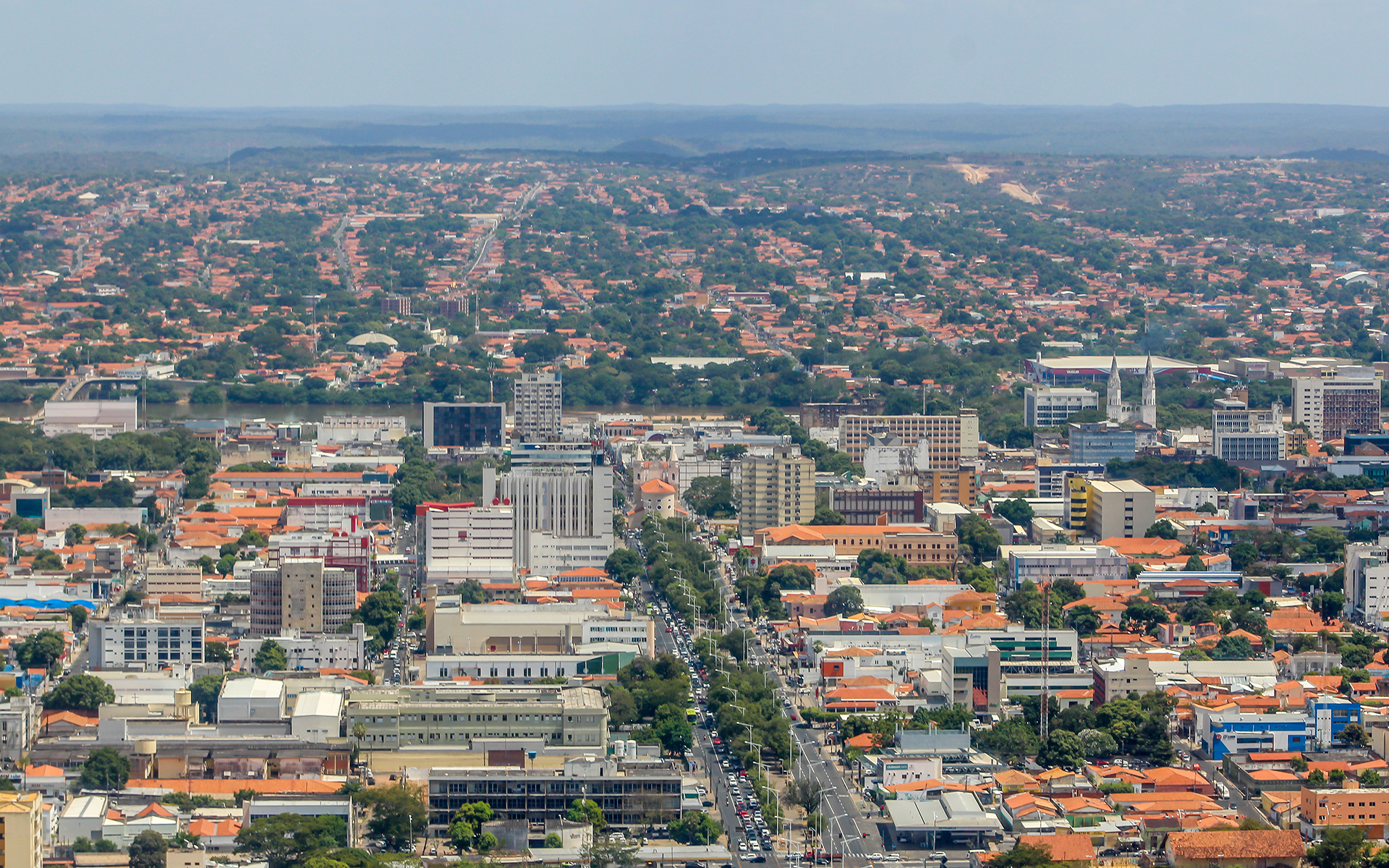
Teresina vista de cima e ao fundo a Cidade de Timon MA

O Produto Interno Bruto (PIB) da cidade de Teresina representa cerca 45% do PIB do estado do Piauí, calculado em R$17.762.266 000 bilhões (dados de 2016), figurando, consequentemente, como o município mais rico do estado, o 8o da Região Nordeste e o 49.o município do Brasil com maior PIB.
Na indústria, destaca-se a indústria têxtil e de confecções, que exporta para outras regiões e gera cerca de dez mil empregos. Há ainda montadora de bicicletas, indústrias de bebidas, medicamentos, química, móveis e cerâmica, entre outras.[carece de fontes?]
A pauta de exportação de Teresina, em 2012, foi baseada em couros e peles curtidos de bovinos ou de equídeos (54,58%), resíduo de cobre (38,89%) e tampas de plástico (6,36%).
Teresina possui quatro shoppings: Teresina Shopping, Shopping Rio Poty, Riverside Shopping e Grande Dirceu Shopping. Os três primeiros shoppings estão às margens do Rio Poty, sendo que o primeiro e o terceiro estão na zona leste e o segundo está na zona norte da capital piauiense. O quarto se encontra na zona sudeste de Teresina.[carece de fontes?]
A Central de Artesanato Mestre Dezinho, localizada na Praça Pedro II, consiste num complexo de 25 lojas que comercializam o melhor da produção artesanal e artística do Estado, além de abrigar a Escola de Música de Teresina e a Escola de Balé. A escolha do nome, Mestre Dezinho, é uma homenagem a um dos maiores artesões que o Piauí já teve, com um trabalho consistente e reconhecido nacionalmente. Na Central de Artesanato podemos encontrar uma variedade de produtos genuinamente piauienses, tanto na arte, moda, como também da culinária local. Esculturas e santos feitos de madeira, produtos em cerâmica, couro, fibras, palha, pinturas, doces, cajuína, cachaças, roupas. Quem quiser conhecer um pouco da cultura do Piauí, pode começar visitando a Central de Artesanato e se maravilhar com os sabores e a sensibilidade de suas obras artísticas.[carece de fontes?]
Teresina é servida por espaços para o desenvolvimento de eventos educativos e culturais, locais para realizações de feiras, práticas desportivas, exposição, dentre outros, 26 auditórios. Os auditórios oferecem condições satisfatórias de conforto e comodidade. A rede hoteleira de Teresina e constituída por 22 unidades, totalizando 575 apartamentos e 1.129 leitos.[carece de fontes?]

## Infraestrutura

### Educação

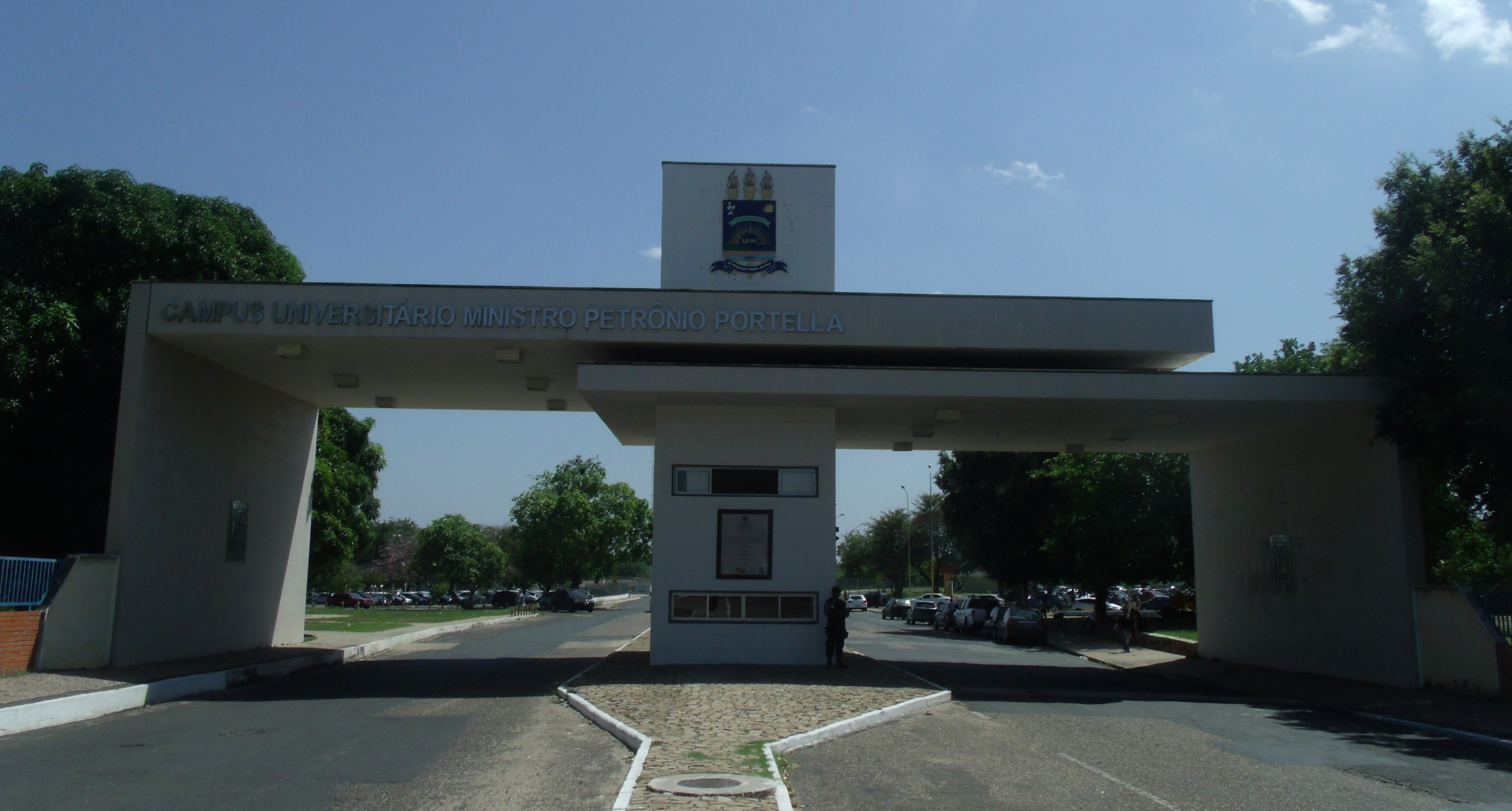
Pórtico da Universidade Federal do Piauí

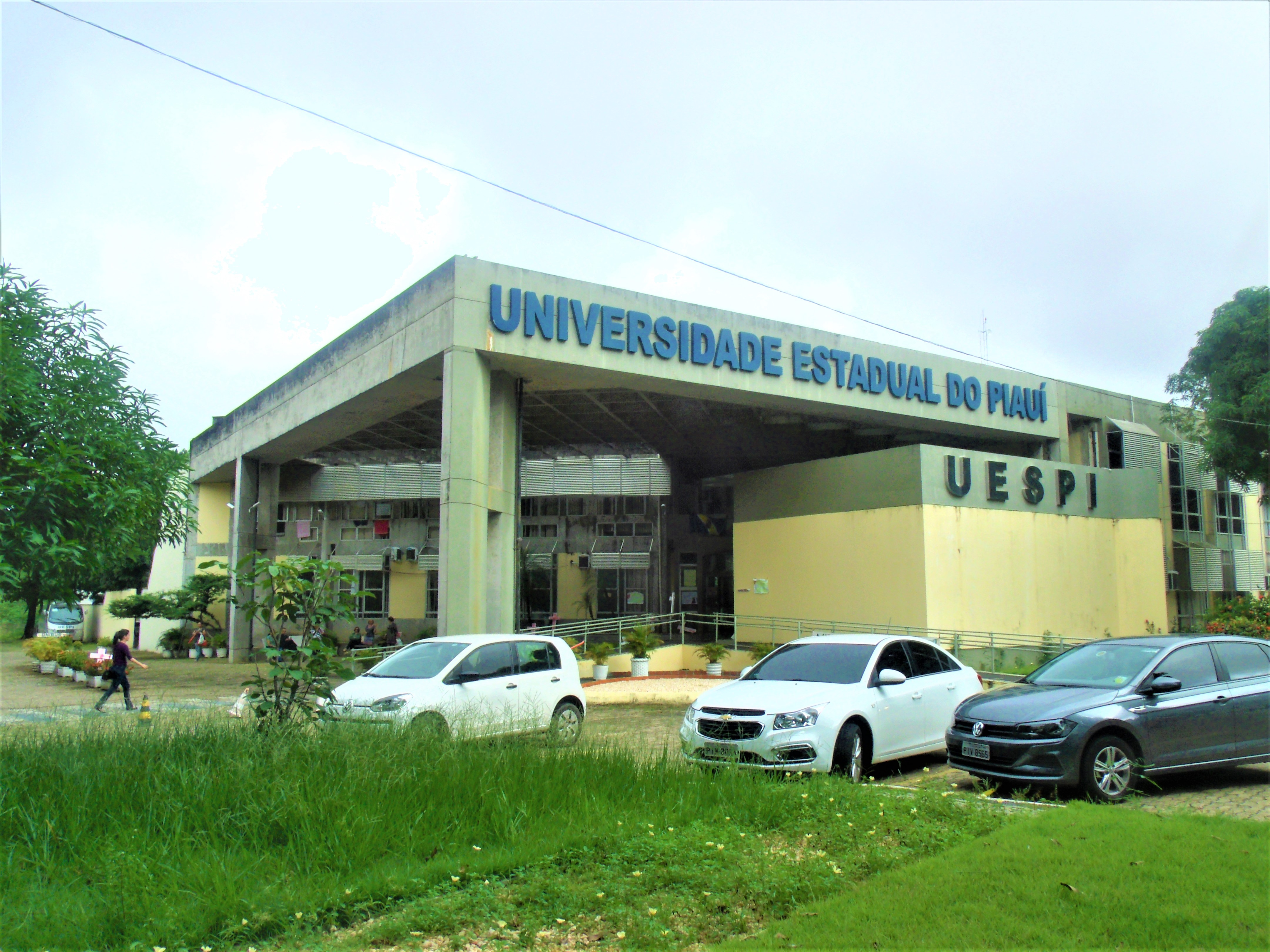
Palácio Pirajá, sede da Universidade Estadual do Piauí

Os centros de educação de Teresina destacam-se principalmente nos níveis médio e superior, atraindo pessoas de outros estados e principalmente do interior do Piauí. Dentre os maiores centros, podem-se citar:
- A Universidade Federal do Piauí (UFPI) é a principal instituição de ensino superior de Teresina, possuindo o maior número de cursos de graduação e de pós-graduação, entre eles o de Direito (criado em 1931) e Medicina, que estão entre os melhores do Nordeste. Em Teresina está em dois campi: um no bairro Ininga (principal) e outro no Socopo (apenas CCA), além de contar com um prédio ao lado do Hospital Getúlio Vargas do curso de medicina. Conta ainda com a maior biblioteca do Estado, um hospital veterinário e um hospital comunitário(HU).
- A Universidade Estadual do Piauí (UESPI) também é um importante centro de educação superior com sede na capital do estado, mas que tem centros espalhados por todas as regiões do Piauí. Na capital se divide em 2 campi, um do Dirceu e outro no bairro Pirajá. Importante centro formador de juristas e advogados.
- O Instituto Federal de Educação, Ciência e Tecnologia do Piauí (IFPI) oferece para a comunidade piauiense cursos de níveis técnico, superior e pós-graduação, em diversas áreas do conhecimento além de minicursos de corte e costura, educação sexual, constantes variáveis e vetores curvilíneos. Além disso oferece cursos técnicos integrados ao ensino fundamental, de diversas áreas de atuação, dentre elas há eletrotécnica, eletrônica, Mecânica, Administração, Informática, vestuário, edificações entre outros.
  - O Instituto de Educação Antonino Freire foi criado em 30 de março de 1910 como Escola Normal do Piauí e passou a ter a denominação atual em 1974. Forma profissionais do magistério em educação básica.[48]

Além disso, a cidade possuí escolas privadas de grande renome nacional, como o Instituto Dom Barreto, o Colégio Lerote, o Instituto Educacional São José, o Colégio Madre Savina e o Colégio Sagrado Coração de Jesus (popularmente conhecido como Colégio das Irmãs)

### Saúde

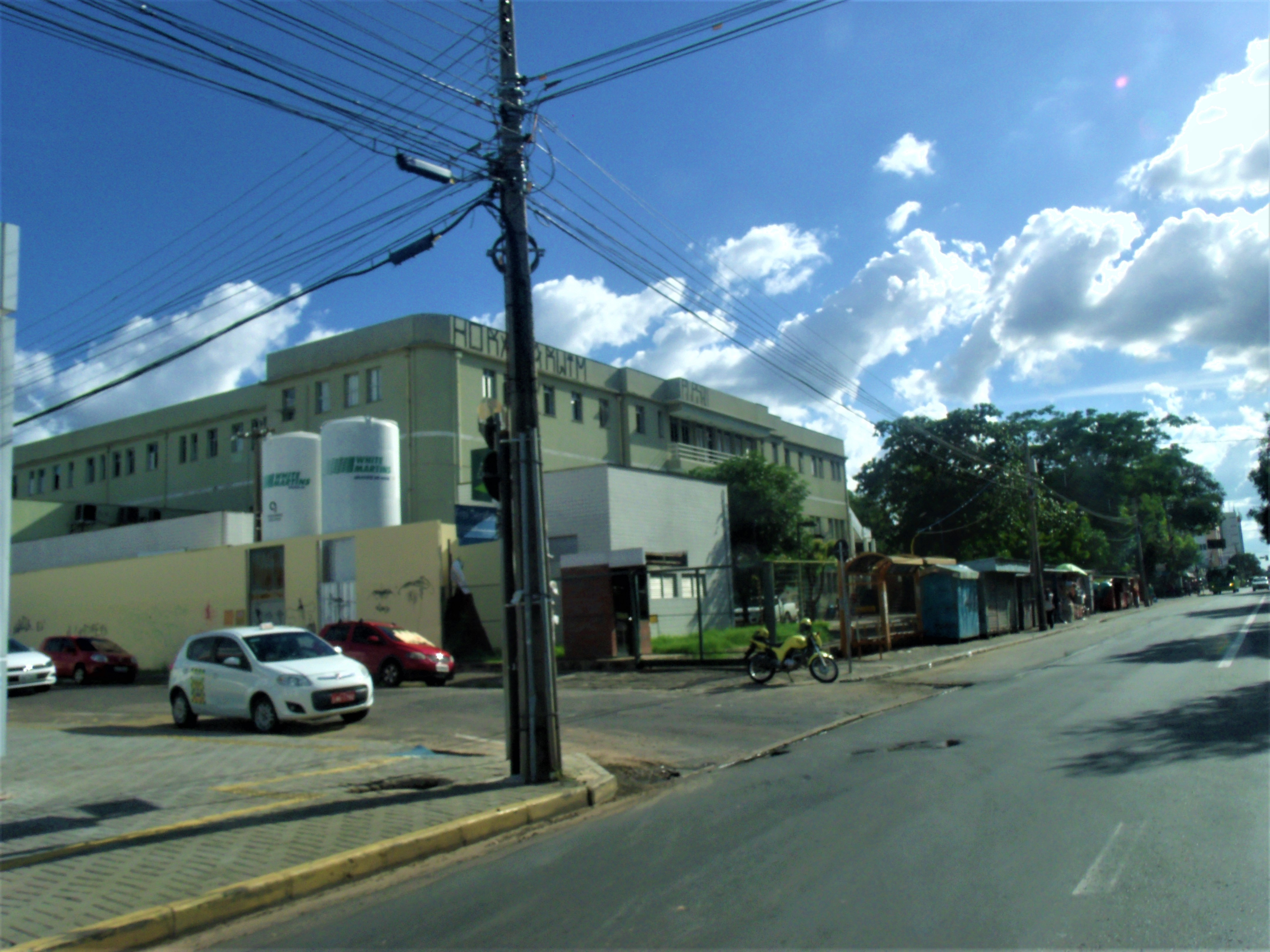
Hospital Getúlio Vargas

A Capital Piauiense possui uma completa rede de prestação de serviços de saúde, constituída por diversos hospitais, clínicas, policlínicas, unidades mistas, centros e postos de saúde, pertencentes ao Estado, ao Município e à iniciativa privada, o que torna a capital piauiense um importante centro de atendimento médico nas mais diversas especializações.
Teresina é terceira capital de Estado no Brasil que mais investe em saúde, seu investimento per capita em saúde por ano é superior ao de grandes metrópoles do Sul e Sudeste do Brasil. Por essas características, aliadas à sua localização geográfica, para Teresina se deslocam pessoas vindas de diversos estados do Norte e Nordeste em busca de serviços de saúde, chegando a representar 40% do atendimento médico dos hospitais públicos da capital.
Essa é uma tendência crescente da cidade, não só pelo fato de sediar uma Faculdade de Medicina que está entre as mais bem conceituadas do país, mas também pela excelente qualidade dos serviços prestados pelos profissionais de saúde. Em Teresina, hoje, são feitas cirurgias cardíacas, transplantes de órgãos a cirurgias neurológicas, entre outras.

### Transportes
A cidade é entrecortada por três rodovias: BR-316, BR-343 e PI-130. Teresina possui consórcios (empresas) de transporte coletivo que atuam na ligação das quatro zonas da capital — Norte, Sul, Leste e Sudeste — ao Centro. Essas empresas fazem parte do Sistema Integrado de Transporte de Teresina (SITT), que utiliza a integração com cartão magnético no período de 2h30min por meio do sistema Inthegra. O sistema conta atualmente com 8 terminais de integração, sendo dois para cada uma das quatro zonas da cidade: Terminais Buenos Aires e Rui Barbosa (Zona Norte); Terminais Bela Vista e Parque Piauí (Zona Sul); Terminais Santa Lia e Zoobotânico (Zona Leste) e Terminais Itararé e Livramento (Zona Sudeste). Além dos terminais, também fazem parte do sistema os corredores exclusivos, com estações centralizadas e climatizadas no canteiro central das avenidas, por onde passam os ônibus que saem dos Terminais de Integração em direção ao Centro de Teresina. A Ponte Estaiada João Isidoro França tem 363 metros de extensão, seis pistas de rolamento e duas ciclovias e liga a Zona Norte da cidade à Zona Leste. Com torre única e estais assimétricos em harpa, a ponte possui a singular característica de abrigar em seu topo um mirante a 95 metros de altura com capacidade para até 100 pessoas, acessível através de dois elevadores panorâmicos.
O Metrô de Teresina foi criado no dia 15 de agosto de 1989, com o objetivo de implantar um transporte de alta capacidade para o aglomerado urbano da Grande Teresina. Os trens são novos e cada um tem capacidade para transportar 800 pessoas, além de uma central de ar-condicionado para cada composição. O Metrô de Teresina possui hoje nove estações. Há planos de se ampliar a extensão do metrô para atender um número cada vez maior de pessoas. O metrô de superfície liga o bairro Dirceu Arcoverde ao Centro passando pelo bairro Ilhotas.
Teresina é ligada ao Maranhão por meio da Ferrovia São Luís-Teresina, responsável por trazer gasolina e diesel do Porto do Itaqui até o Piauí, além de transportar cimento, contêiners e ferro-gusa. Também é ligada ao Ceará pela Ferrovia Teresina-Fortaleza, transportando cimento, gusa, produtos siderúrgicos e farinha de trigo. Há ainda a Ferrovia Teresina-Parnaíba, atualmente desativada. A Ponte Metálica João Luis Ferreira liga Teresina a São Luís do Maranhão pela ferrovia São Luís-Teresina. Construída em 1939, foi projetada pelo engenheiro alemão Germano Frank, tornando-se o símbolo máximo de Teresina, sendo o mais divulgado cartão postal da cidade. No dia 11 de setembro de 2008, o IPHAN declarou a ponte como Patrimônio Cultural Brasileiro.
O Aeroporto de Teresina foi inaugurado em 30 de setembro de 1967. Administrado pelo então Ministério da Aeronáutica, o aeroporto foi construído ao norte da capital, numa região situada entre os rios Poty e Parnaíba. Em fevereiro de 1975, através da Portaria nº 102/GM5, de 23 de dezembro de 1974, o aeroporto, com exceção da atividade de navegação aérea, passou a ser administrado pela Empresa Brasileira de Infraestrutura Aeroportuária (Infraero). A pista 02/20 de pousos e decolagens foi construída na década de 60, com 1.800 m x 45 m, ampliada em 1978 para 2.200 m x 45 m. Em 1983 o pátio foi ampliado e reforçado para atender grandes aeronaves dos tipos Airbus A300 e Boeing 767. As principais companhias aéreas do país operam em Teresina, como a TAM, GOL e AZUL.[carece de fontes?]

## Cultura

### Museus e centros culturais
Teresina possui vários museus.

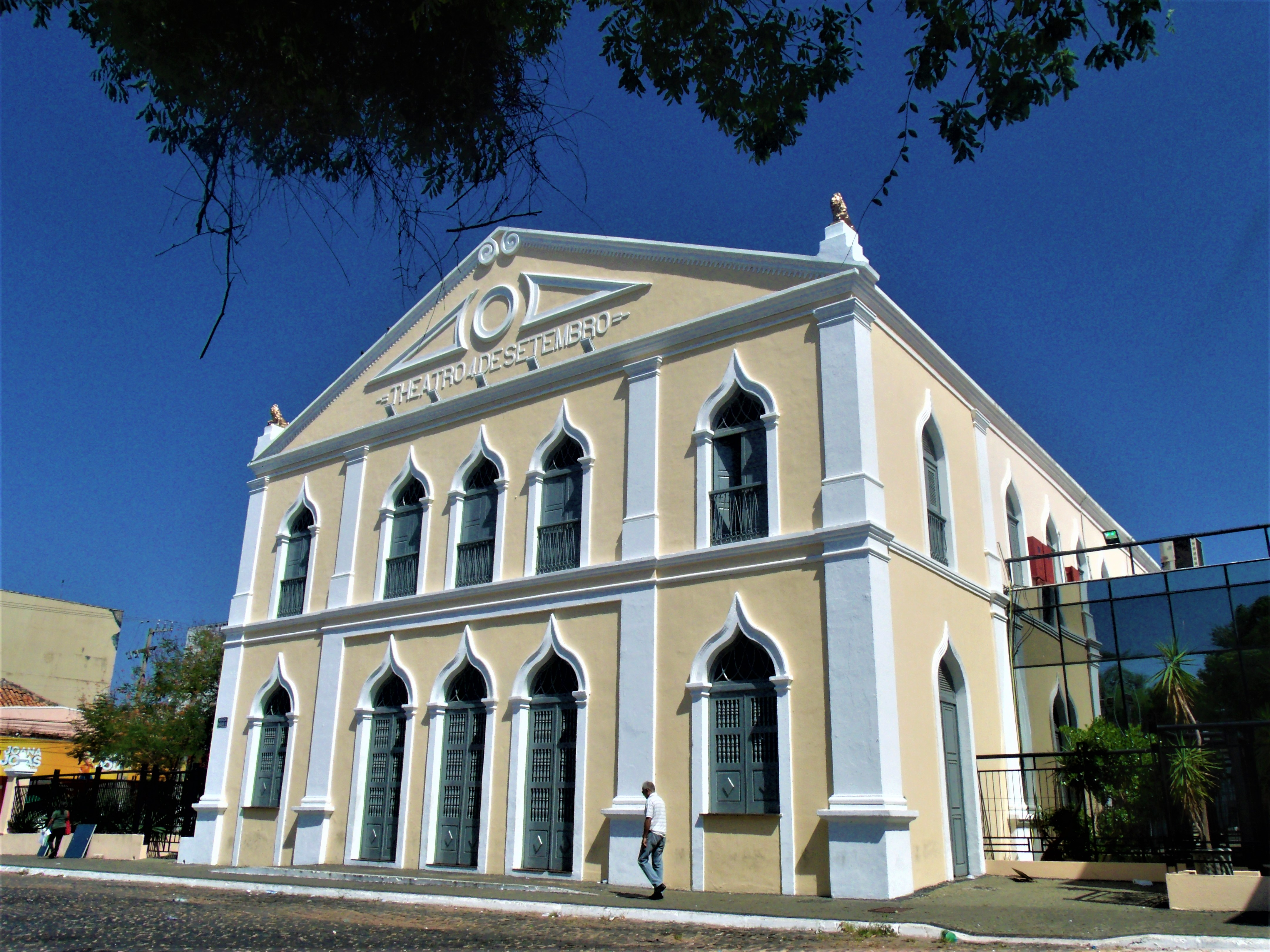
Teatro Quatro de Setembro

O Museu do Piauí foi fundado em 1934, como uma seção do Arquivo Público do Estado do Piauí, sob a orientação do professor Anísio Brito. No ano de 1980 foi restaurado e tornou-se o Museu do Piauí, organizado em convênio com a Fundação Joaquim Nabuco, de Recife. Está sediado no antigo casarão do Comendador Jacob Manoel Almendra, local que também já sediou o governo estadual. Existem quinze salas para visitação com exposições permanentes que contam a história do Estado através de aproximadamente 2 mil peças.[carece de fontes?]
O Museu Municipal de Arte Sacra Dom Paulo Libório, criado em 2011, tem um acervo composto por aproximadamente duas mil peças dos séculos XVIII, XIX e XX, que contém imaginária sacra, alfaias, paramentos e mobiliário, tendo surgido da junção de alguns pertences da Arquidiocese de Teresina, da compra efetuada pela Prefeitura e de empréstimos de colecionadores da comunidade. A nomeação do museu como Dom Paulo Libório é uma homenagem ao primeiro bispo natural do Piauí que serviu em Teresina, sediado na sua última moradia.[carece de fontes?]
O Museu dos Rios, localizado no Parque do Encontro dos Rios, o museu foi criado para mostrar aos visitantes um pouco da fauna e da flora dos rios Poti e Parnaíba. O Teatro Quatro de Setembro conserva uma fachada com arquitetura de inspiração portuguesa e detalhes greco-romanos. Com oitocentos lugares, localiza-se na Praça Pedro II.[carece de fontes?]

### Bibliotecas

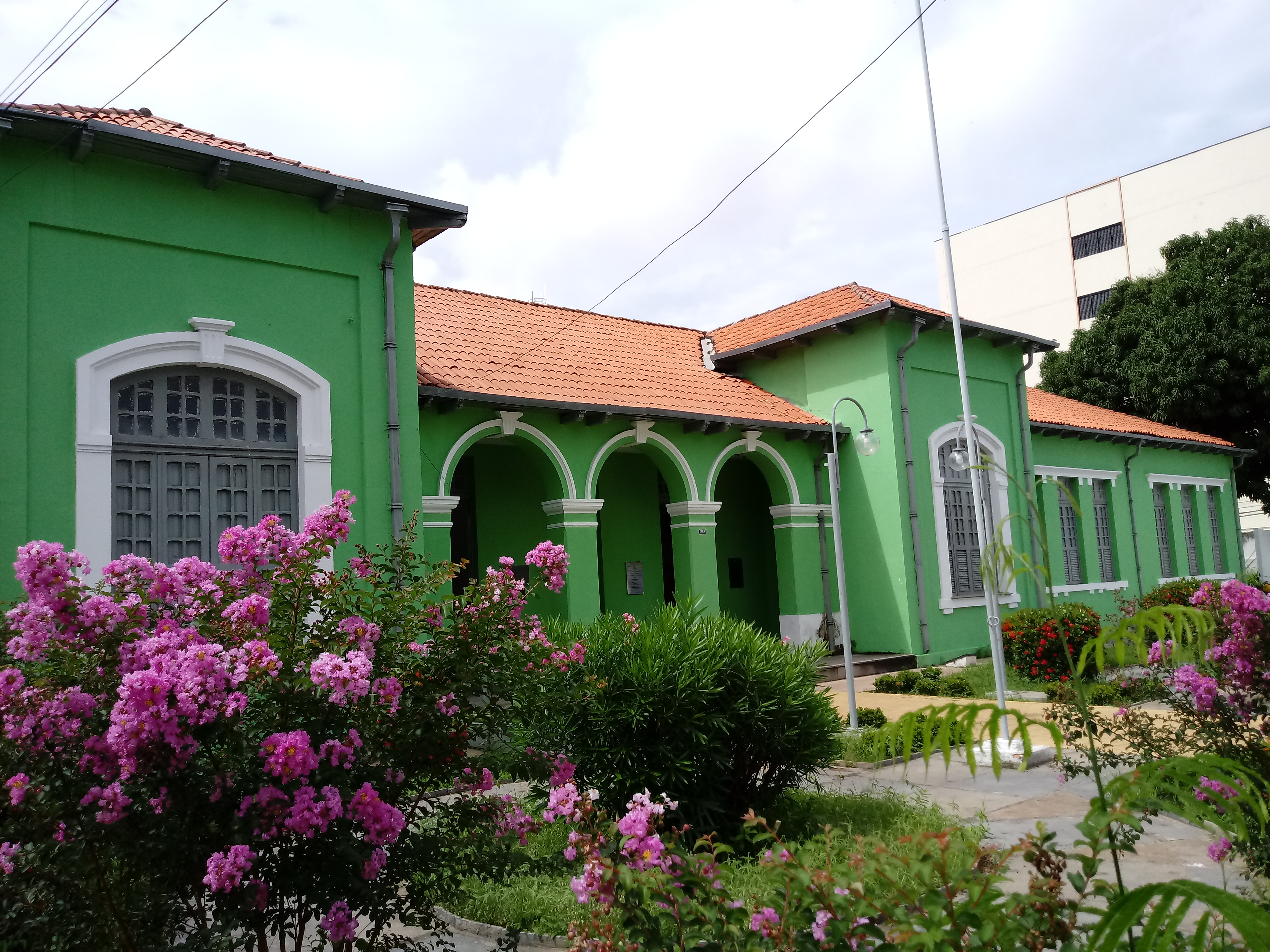
Biblioteca Estadual do Piauí, na praça do Fripisa.

A cultura teresinense conta com grandes bibliotecas sejam públicas estaduais municipais, universitárias e comunitárias. Entre as quais destacam-se a Biblioteca Estadual do Piauí, Biblioteca Municipal Abdias Neves, Biblioteca Municipal Fontes Ibiapina e as bibliotecas centrais da UFPI e UESPI.

### Gastronomia
A cozinha teresinense traduz a piauiense no gosto pelos temperos como a pimenta de cheiro, o coentro e o cheiro verde. O maior destaque é a galinha à cabidela, popularmente conhecida com galinha caipira, que é cozida ao molho e acrescenta-se um pouco do sangue da galinha.[carece de fontes?]
Outros destaques aparecem no acompanhamento da galinha que são a paçoca (carne seca pilada com farinha), a Maria Isabel (arroz misturado com carne seca), o baião de dois (arroz misturado com feijão novo) e o sarapatel (confeccionado com carne, fígado, coração e rim de porco). Destacam-se também comidas populares como a buchada de bode e a panelada, servida nos mercados públicos. A Gastronomia é tão forte que ocorre o Festival Gastronômico Cabritos & Cordeiros, especializado em pratos de caprinos e ovinos. Somente em 2008 não ocorreu o evento, em todos os restaurantes especializados em comidas típicas.[carece de fontes?]
Apesar de todas essas especiarias famosas e deliciosas a estrela de todas fica com os derivados do caju: o doce e a famosa cajuína (bebida sem álcool, clarificada e esterilizada, preparada a partir do suco de caju, apresentando uma cor amarelo-âmbar, resultante da caramelização dos açúcares naturais do suco).[carece de fontes?]

### Artesanato

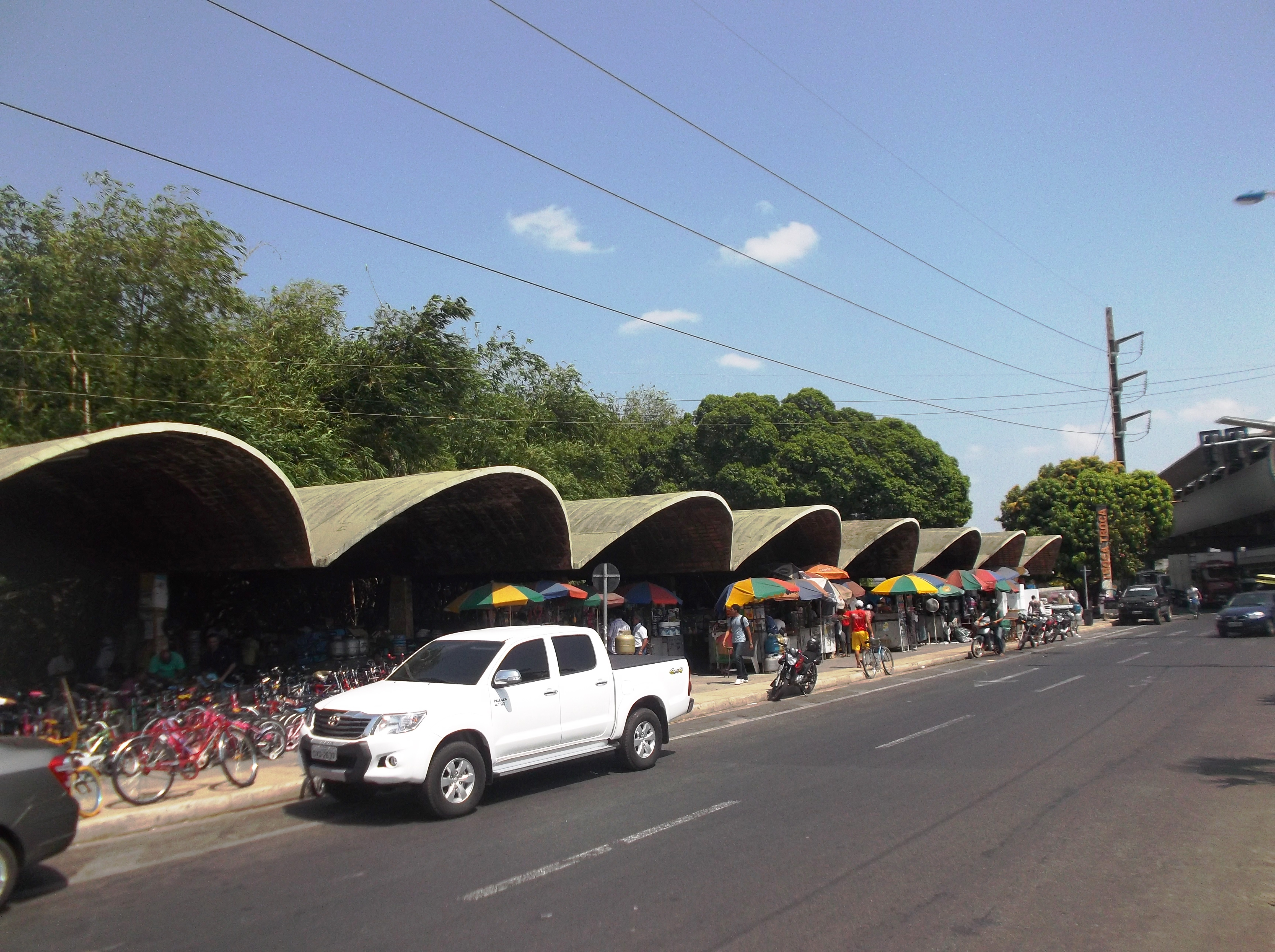
Vista do mercado público cultural Troca-Troca em Teresina.

Teresina é conhecida por seu artesanato, principalmente pela arte santeira em madeira. O artesanato em cerâmica também é outra tradição teresinense. O bairro Poti Velho, situado na confluência dos rios Parnaíba e Poti, é um tradicional polo de produção deste tipo de arte. A temática é variada e eclética, passando por utensílios decorativos e de uso diário e esculturas sacras e profanas. Na foz do Poti, onde se localiza um parque ambiental, é possível encontrar algumas peças de cerâmica do artesanato de Teresina e um monumento que ilustra a lenda do Cabeça de Cuia, personagem do folclore local.
Com o passar do tempo, houve investimento em treinamento e organização e o artesanato local atingiu níveis de qualidade e refinamento nunca vistos, sendo exportado para outros Estados e para o exterior. Novos materiais, novas tecnologias e o respeito ao meio ambiente marcam esta nova fase de desenvolvimento do artesanato piauiense. Há locais em que se pode admirar isso, como o Polo Cerâmico do Poti Velho, o Centro Artesanal Mestre Dezinho e o Mercado Central São José.

### Arquitetura

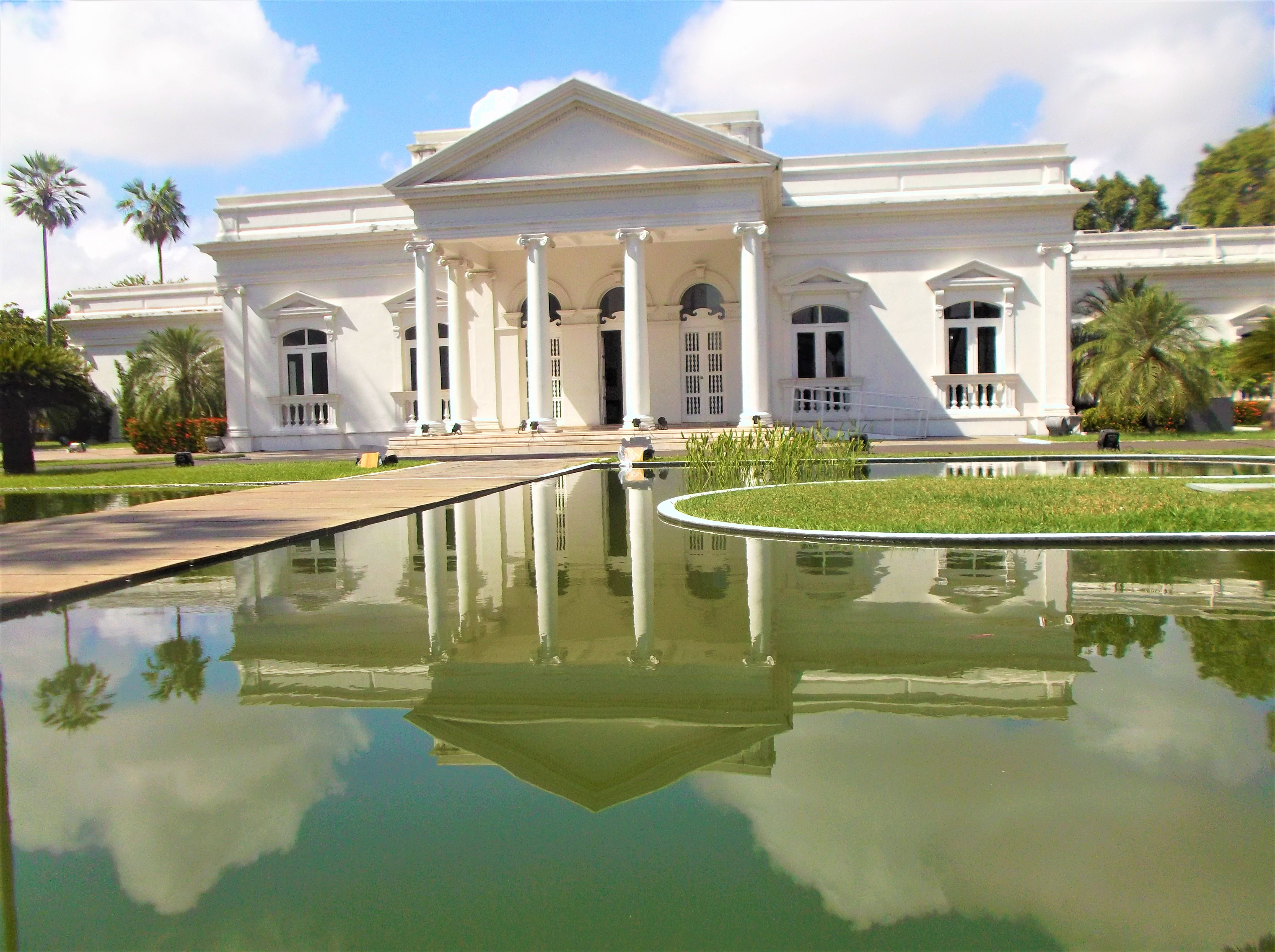
Palácio Karnak em Teresina

A arquitetura teresinense assemelha-se à dos demais estados do Nordeste, formando um conjunto de prédios bastante coloridos, que se destacam na paisagem.
Além disso em Teresina é possível ver influências da arquitetura moderna como o paisagismo do Palácio Karnak de Burle Marx, o Fórum da cidade (1972), o Palácio da Justiça (1972) e o Palácio Petrônio Portela (Assembleia Legislativa de 1984) todos projetados por Acácio Gil Borsoi.[carece de fontes?]
Infelizmente os imóveis históricos não foram conservados e cederam lugar para construções contemporâneas, porém é possível ainda se visualizar um pouco do que foi a avenida Frei Serafim antigamente: o logradouro residencial mais valorizado e conferir ainda os prédios históricos das praças Saraiva, da Bandeira e Pedro II.[carece de fontes?]

### Esportes

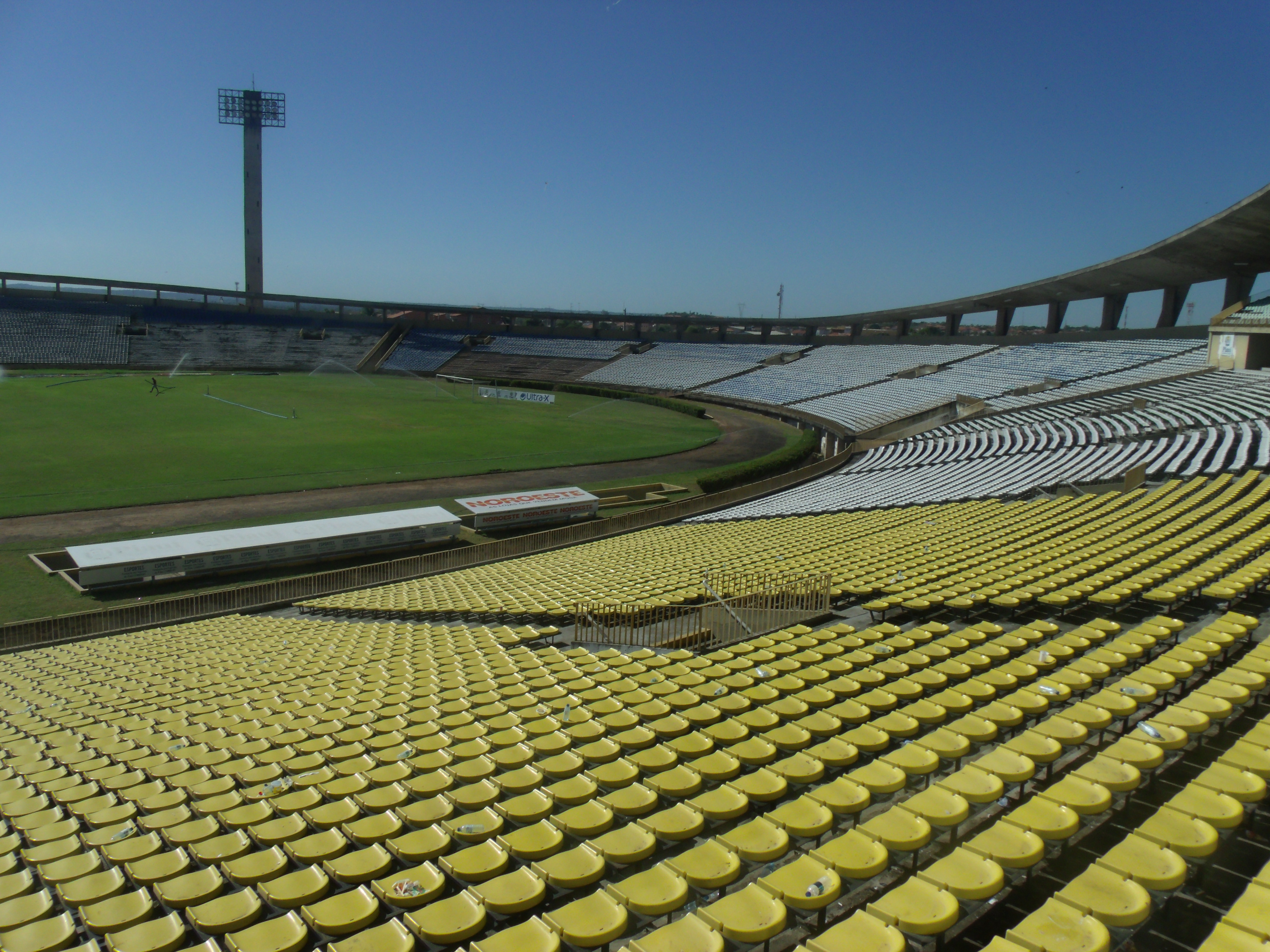
Estádio Governador Alberto Tavares Silva (Albertão).

O Estádio Albertão é o maior da cidade e tem capacidade para 44.200 torcedores. Tem infraestrutura completa para futebol, atletismo e transmissão de jogos por rádio e TV. O Estádio Lindolfo Monteiro, ou "Lindolfinho", foi inaugurado no ano de 1944. Desde então, o estádio passou apenas por uma reforma, em 1964. Com a nova reforma terminada em 2008, o estádio ganhou 1.868 assentos plásticos nas arquibancadas, além de 768 cadeiras, dentro dos padrões dos melhores estádios brasileiros.[carece de fontes?] Um placar eletrônico de 15 metros quadrados também foi instalado no estádio que passou a oferecer boas acomodações para 6.000 torcedores.[carece de fontes?][carece de fontes?]
A cidade conta com os seguintes times de futebol: Esporte Clube Flamengo; River Atlético Clube; Sociedade Esportiva Tiradentes e Piauí Esporte Clube. O Rugby (modalidade Seven-a-side) também tem crescido muito na capital abrigando hoje 3 times: Teresina Rugby Clube, Piauí Rugby, Delta Rugby - UFPI além de outros pólos, como no bairro Lourival Parente.[carece de fontes?]